# Història de Cuba

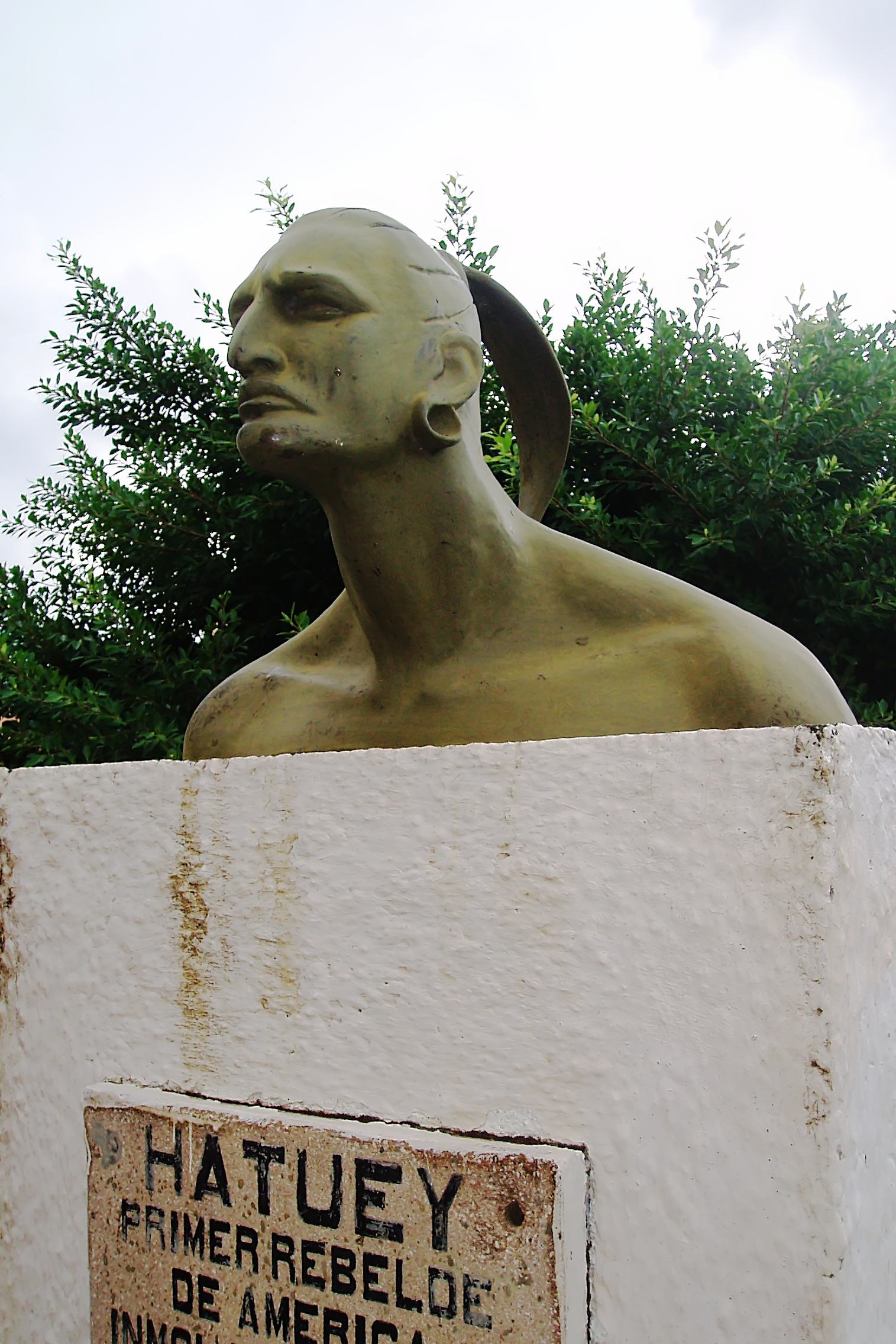
Monument al cap Hatuey

La història de Cuba és anterior al desembarcament de Cristòfor Colom a l'illa durant el seu primer viatge del descobriment, el 28 d'octubre del 1492. L'evidència arqueològica suggereix que, abans de l'arribada de Colom, els indígenes guanajatabey, que havien habitat l'illa durant segles, van ser expulsats cap a l'oest de Cuba per l'arribada de dues onades successives d'immigrants, els taínos i siboneyes. Aquests pobles, de vegades referits com les nacions neo-taínos, havien emigrat cap al nord al llarg de la cadena d'illes del Carib.
Els taínos i siboneyes eren part d'un grup cultural comunament anomenat Arawak, que es va estendre molt a Amèrica del Sud. Al principi, els nouvinguts van habitar la zona oriental de Baracoa, abans d'expandir-se per tota l'illa. El viatge del clergue i escriptor dominicà Bartolomé de las Casas estima que la població neo-taino de Cuba havia arribat als 350.000 a finals del segle xv. Els taínos conreaven l'arrel de iuca, collida i enfornada per produir pa de iuca. També va créixer el cotó i el tabac, i s'alimentaven fonamentalment de blat de moro i moniato. Segons B. de las Casas, tenien "tot el que necessitaven per viure, tenien molts cultius, ben organitzats".
Després de l'arribada de Colom, Cuba es va convertir en una colònia espanyola, governada per un governador espanyol a l'Havana. El 1762, l'Havana va ser ocupada breument pel Regne de la Gran Bretanya, abans de ser retornat a Espanya a canvi de Florida. Una sèrie de rebel·lions durant el segle xix no va posar fi a la dominació espanyola. No obstant això, l'augment de les tensions entre Espanya i els Estats Units, que va culminar en la Guerra Hispano-estatunidenca, finalment va conduir a la retirada espanyola el 1898, i el 1902 Cuba va obtenir la seva independència formal.
En els anys que van seguir la seva independència, Cuba va veure un important desenvolupament econòmic, sinó també la corrupció política i una successió de líders despòtics, que va culminar amb l'enderrocament del dictador Fulgencio Batista pel comunista revolucionari Fidel Castro durant la Revolució Cubana 1953-9. Cuba ha estat governat pel Partit Comunista de Cuba de Castro, encara que el mateix Castro formalment va renunciar com a líder el 2008, per a ser reemplaçat pel seu germà Raúl Castro.

## Descobriment

Localització de l'illa de Cuba

Cuba fou la primera de les Grans Antilles descobertes per Cristòfor Colom, apropant-se a la costa nord, al capvespre del 27 d'octubre de 1492. Des de la bocana del riu Máximo seguí el litoral vers Occident, el 31 penetrà en el riu Caonao Grande, examinà el grup de cales i illots, que anomenà Jardines del Rey, i ancorà alguns dies en les badies de Santa Catalina i del Príncipe, que conserven la seva primitiva denominació. Enviats dos emissaris a l'interior, parlaren amb el cacic Camagüey, confirmant-se en l'opinió de pobresa dels seus habitants, doncs solament portaren algunes mostres de cotó i resina a canvi dels cascavells i bagatel·les que els donaren. Per indicació dels naturals, foren a la recerca de l'illa de Bohío, avui (Haití), on deien que hi abundava l'or i altres riqueses.

### Segon viatge
En el segon viatge el gran descobridor reconegué la costa meridional de Cuba des de la punta de Maisí, es va aturar als ports que avui s'anomenen Guantánamo, Santiago de Cuba i Jagua, i en aquest últim punt i en presència d'un gran nombre d'indígenes organitzà la primera missa que se celebrà a Cuba, i rebé la felicitació d'un sacerdot indi per haver adorat al Totpoderós. En aquelles aigües reconegué les badies voreres de la costa, i les anomenà els Jardins de la Reina. Després seguí penosament el seu viatge lluitant contra el temps dolent i la manca de queviures, entrant en la mar lliure per entre el laberint de cales i illes costaneres fins a ultrapassar la rada de Batabanó. Si hagués continuat vorejant la resta de la costa, en el pròxim cap de San Antonio, s'hauria convençut de què Cuba era una illa en comptes d'una part del continent asiàtic, com ho creia, i error amb el qual morí.

## 1508, l'exploració definitiva
Després ja no fou visitada l'illa, ni per Colom ni pels espanyols, només uns nàufrags que la tempesta llençà al seu litoral, venint de Darién. Foren emparats pels indis de Macaca, poble proper al cap Cruz, i els prestaren piragües per a traslladar-se a Santo Domingo. En 1508 Sebastián de Ocampo sortí d'aquesta ciutat per a renovar l'exploració de Cuba. Recorregué la costa Nord fins al port de l'Havana, restant encantat de la bellesa del lloc i al mateix temps pogué carenar les seves dues embarcacions, valent-se d'un betum o petroli natural, que trobà tocant a un rierol del fons d'una badia. Després d'aquesta parada, trencà el cap de San Antonio, deixant aclarit el fet de ser una illa aquesta nova terra. Tres anys després i a còpia d'ordres repetides de la corona espanyola s'inicia la colonització de Cuba, prenent-la a càrrec seu el capità Diego Velázquez, un dels companys de Colom i dels més acreditats i rics colons de la Hispaniola o Santo domingo, on havia fundat cinc viles. L'acompanyaren en les seves tres caravel·les 300 espanyols, alguns dels quals noms ha perpetuat la història, figurant en primera línia els de Hernán Cortés, Alvarado, Portocarrero, Cristobál de Olid, Velázquez de León, Juan de Grijalba, Bartolomé de las Casas i molts d'altres.
Una vegada trencada la punta Maisí, feren parada en el primer port de bona aparença que trobaren en la costa septentrional, perquè els convenia restar propers a l'Española per proveir als primers pobladors. Allí es fundà a finals de l'any 1511 la primera població de Cuba, servant el nom indígena de Baracoa, amb l'additament, Nuestra Señora de la Asunción.

### Fama i progrés de la colònia
La fama i el progrés d'aquesta primera colònia va atraure molts altres espanyols, entre ells en Pánfilo de Narváez, Juan Ponce de León i Francisco Fernández de Cordoba. El primer vingué de Jamaica, el segon vingué a preparar la que seria la seva desgraciada expedició a la Florida i el tercer era un fugitiu de Costa ferma amb 100 individus, disgustat de la tirania de Pedrarias. Un cacic pròfug de l'Española, anomenat Hatney, vingué també a aquesta illa esvalotant els ànims dels indis, però aquests foren vençuts i el cacic ajusticiat.
El 1512 Velázquez organitzà una expedició de l'illa composta per 100 espanyols, menats per Narváez i acompanyat del pare Bartolomé de las Casas. Aquesta excursió durà prop d'un any i pogueren alliberar dues captives castellanes que havien naufragat en el lloc que s'anomenà Matanzas, a conseqüència d'aquesta catàstrofe. L'historiador que dona més detalls vers els indígenes de l'illa, és Gonzálo de Oviedo. La seva constitució física era semblant en tot als de les altres illes i encara del continent, de les quals indubtablement procedien; eren idòlatres, viciosos i indolents, més tard es mostraren cruels, quan es veieren perseguits. L'illa estava dividida en comarques, on residien les diferents tribus. El geògraf José María de la Torre cita les següents: Bagua, Baiquitiri, Bani, Barajagua, Bayamo, Boyuca, Camagüey, Cayaguaya, Cubanacán, Cueiba, Guanacabibes, Guaniguanico, Habana, Hanabana, Jagua, Macaca, Maisí, Mangón, Maniabón, Marién, Mayve, Ornafay, Quamuhaya, Quaimaros, Quaynaya i Sabaneque.
Mentrestant s'anaven fundant noves colònies i viles: Trinidad, per Sebastian de Ocampo; Sancti Spíritus i Port-au-Prince, per Vasco de Figueroa; Bayamo i Santiago de Cuba, l'Havana es fundà el 1515, no en el seu lloc actual, sinó a tres llegües de la platja de Batabanó, però els insectes i formigues obligaren a traslladar-se al seu emplaçament definitiu, engrandint-se ràpidament, pels seus singulars avantatges orogràfics.
Durant el govern de Velázquez sortiren diverses expedicions de conquesta al Yucatán i Mèxic, entre elles la d'Hernán Cortés, que emprà tot el seu cabal i crèdit a armar una lluïda expedició que sortí el 18 de novembre de 1518 abans que Velázquez, penedit de la seva elecció del cap, pogués impedir-ho.

### Mort de Velázquez

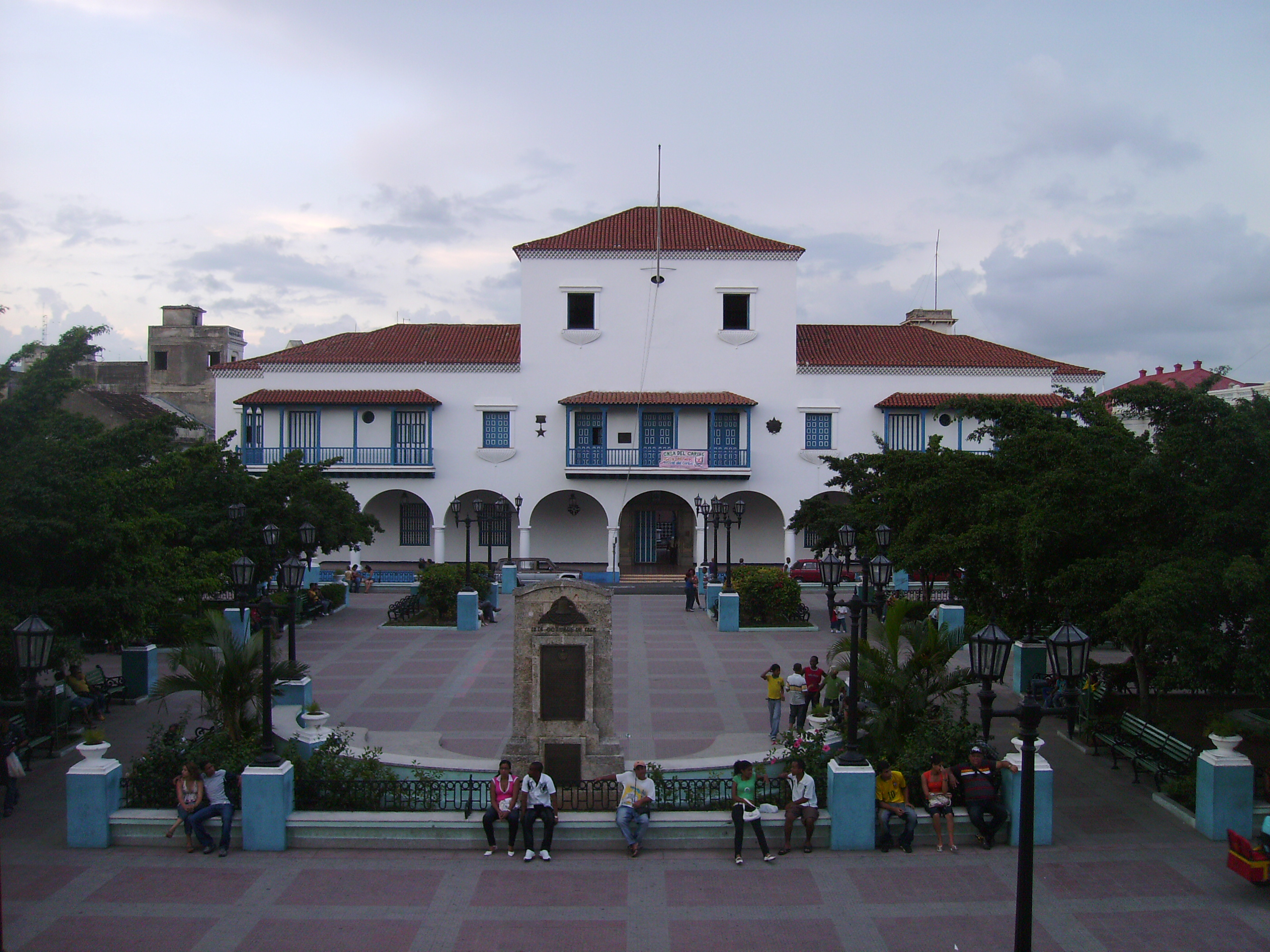
Ajuntament de Santiago de Cuba

Al cap de poc de rebre Velázquez el nomenament d'Adelantado de totes les terres que descobrís i fes descobrir i emprà recursos en armar una altra expedició capaç de reduir en Cortés, composta de 18 vaixells amb 1.000 combatents, menats per Pánfilo de Narváez, que sortí de Santiago, el Març de 1520. Sabut és que en desembarcar a Veracruz fou sorprès una nit dormint per Cortés i que aquest reforç de Velázquez només serví per ajudar-lo a la conquesta de Mèxic. Per arribar a organitzar-la havia restat Cuba sense armes, sense diners i a penes sense gent que tingues cura de l'agricultura. Morí Velázquez el 1524 i s'encarregà interinament del govern de l'illa l'alcalde de Santiago, Manuel de Rojas.
Aquest s'acredità com un bon governant. La distància de les colònies obliga al govern d'Espanya a enviar jutges especials per les actes i conducta dels Adelantats i governadors, motiu pel qual es vingueren dient, judicis de residència a aquesta classe de procediments. L'oïdor Alfonso Zuazo ja havia vingut en vida de Velázquez, i quan succeí la seva mort arribà el llicenciat Juan Vadillo, que imposà multes i condemnes als hereus d'aquell. El govern de Rojas s'emprà en aquietar discòrdies en les viles i perseguir els indis que s'alçaven fugint a les muntanyes. Sortí indemne en els molts judicis de residència en què va restar interessat, fins que deixà el manament. Les comunicacions que dirigí al rei vers l'estat de l'illa, les causes de la despoblació i els mitjans per posar-hi remei són documents importants per la història i que realcen la seva figura.
Gonzalo de Guzman, que el succeí dues vegades, la primera el 1525 i la segona el 1537, no mostrà el mateix tacte, sovintejaren les discòrdies entre els veïns, alçant-se contínuament els indis i despoblant-se el país, perquè molts espanyols es traslladaren a Mèxic i al Perú, que oferien més riqueses per a explotar. Entre ells el mateix Rojas emigrà, malgrat ser un dels més acabalats colons de l'illa.

### Atacs estrangers
El 1537 dos bucs francesos es presentaren a l'Havana i prengueren tres vaixells carregats de gèneres. Un altre corsari francès es presentà a Santiago i s'apoderà d'un bergantí que sortia vers l'Española, però fou vençut per Diego Pérez, amo d'una caravel·la del port, després de tres dies de combat. Per aquests esdeveniments es pot entendre que els ports es trobaven completament desprevinguts contra qualsevol atac. Una nova expedició a la Florida, organitzada a Espanya, arribà a Santiago el 7 de juny de 1538, entregant-li Guzmán el comandament de Cuba mentre es feien els preparatius de conquesta. El seu cap era Hernando de Soto, que morí a les vores del Mississipi, i el rei nomenà per succeir-lo al jove llicenciat Juanes Dávila, el 1544.
Des de les temptatives dels corsaris s'havia previst que els vaixells que anaven i venien d'Amèrica sortissin junts en certes èpoques. Dávila portà les noves ordenances que suprimien les comandes d'indis, que malgrat ser escasses, tractats amb benignitat es quedaren voluntàriament en algunes d'elles. Les comandes havien donat mal resultat: el seu fi era civilitzar als indígenes i convertir-los al catolicisme, però la majoria de vegades foren víctimes de l'explotació, carregant-los amb un treball excessiu. Els indis alçats en les muntanyes de l'Oest de l'illa, en saber la seva emancipació, organitzaren un poble prop de l'Havana, que després s'anomenà Guanabacoa.

### Dávila residenciat
Acusat d'abusos i injustícies Dávila, fou residenciat per l'Audiència de Santo Domingo, el 1546, succeint-lo Antonio de Chaves, el qual nomenament confirmà després el rei. Chaves remeté pres en Dávila a disposició de l'Audiència i procurà que es complís la llei d'Indies. La seva integritat l'enemistà les voluntats, pel que el substituí el 1550, Gonzalo Pérez de Angulo. La seva època s'inicià amb l'explotació de les mines de coure de la Sierra Maestra i foment de la instrucció pública. Descuidà la defensa de les costes, deixant als francesos saquejant Santiago de Cuba i l'Havana. Aquests esdeveniments li comportaren la deposició, succeint-lo Diego de Mazariegos, el 21 de març de 1556. Aquest trobà l'illa perduda, amb escassos pobladors i sense indígenes per treballar als camps.

### Mazariegos un bon gestor
L'administració de Mazariegos fou favorable a l'illa amb molts anys de pau, creant una armada a les ordres de Pedro Menéndez Barca per a guardar la carrera de les Indies, perseguint als corsaris i pirates. L'Havana fou declarada capital de l'illa. Les expedicions franceses a la Louisiana i Les Florides, dirigides per protestants, no respectaren els drets dels espanyols, emprenguen llurs pirateries contra els vaixells aïllats, i a més de robar-los, llençaven a la mar les tripulacions.
L'historiador Jacobo de la Pezuela, conta un episodi d'aquesta lluita de la qual fou l'heroi el mateix Mazariegos. Quan retornava a Espanya, després de deixar el comandament a Francisco García Osorio (1565), fou apressat junt amb els seus fills. L'esperança del rescat li salvà la vida permetent-li el corsari escriure a Cuba, però en lloc de diners, demanà forces per alliberar-lo. Aquestes arribaren tan a temps, en dues embarcacions, que apressaren al corsari i els redimiren.

### Neteja de pirates i corsaris
Felip II envià una altra expedició a la Florida a les ordres de Pedro Menéndez de Avilés, que fundà la ciutat de San Agustín i s'apoderà dels establiments protestants. Osorio, en lloc d'ajudar a aquest conquistador, li posà tota mena de dificultats negant-se a donar-li queviures i gent. Retornà el conquistador a la Península i feu camí cap a l'Havana amb amples facultats, residencià al governador (1568) i es dedica a fortificar les colònies nord-americanes de San Agustín, Tequesta i San Mateo. Aquest famós mariner, en els set anys que regí l'illa, netejà les aigües de pirates i corsaris, estudià científicament les costes i començà a construir el castell de la Fuerza en la capital. Menéndez morí a Santander per a dol d'Espanya, mentre s'afanyava a organitzar l'armada invencible, per encàrrec del rei.
Des d'aquesta època, lliure de perills de pirates, la història es presenta escassa d'incidents. Les contínues discòrdies entre municipis i governadors obligaren a la Reial Audiència de Santo Domingo a promulgar les Ordenances municipals, que regiren a Cuba des de 1575 fins a principis del segle xix. En Gabriel Montalvo, que havia substituït a Menéndez, va cometre abusos d'autoritat que ocasionaren el seu relleu, reemplaçant-lo el capità Francisco de Carreño, sevillà molt actiu i honrat. Envià a Cadis fustes precioses per la fàbrica de El Escorial, assortí de carns i vitualles a les flotes que anaven i venien de Veracruz a Espanya i va socórrer els establiments de la Florida, atengué als pagaments de la tropa i cobrí la despesa pública. tot i que la recaptació del país era molt escassa. Acabà el castell de l'Havana amb els planells que havia deixat Menéndez. La ramaderia prengué molt d'increment en la seva època, deixant grans guanys al país. El seu afany a impedir els maneigs immorals li costaren la vida, perquè fou enverinat el dia del seu sant (1579) per un mestre d'obres obligat a restituir 1.000 ducats usurpats a hisenda.

### Successió de Carreño
Li succeí el noble madrileny Francisco de Luján el 1580, que defensà l'Havana contra les considerables forces de Drake, que es preparava a saquejar-la al davant d'una esquadra de 20 vaixells i 3.000 homes de desembarcament. Organitzà les milícies amb voluntaris de l'Havana i fins i tot amb indis i mulats residents a Guanabacoa. En veure els anglesos, que el governador restava ben previngut, desistiren en l'intent, sortint-ne aquesta ciutat millor lliurada que Sant Domingo, que pagà rescat a Drake, i Cartagena d'Indies, que fou saquejada. El substituí Juan de Tejeda, rellevat després per Juan Maldonado el 1594. Aquest governador protegí el cultiu de la canya de sucre. De llavors daten els primers enginys a l'illa per elaborar el suc de la canya.
L'11 de març de 1596 l'esquadra de Drake, que havia mort en l'istme de Panamà, comandada pel seu segon, fou derrotada pels espanyols entre Cuba i l'illa de Los Pinos. Els corsaris estrangers des d'aquesta època foren prenent increment, dedicant-se al contraban o a la pirateria, segons les circumstàncies. Per a la defensa es fongueren canons a l'Havana amb el coure extret de les mines de Santiago de Cuba.

### Organització de Cuba (1607-1762)
El 1607 es dividí Cuba en dues jurisdiccions civils depenent militarment de la capitania general de l'Havana. La línia divisòria estava a l'altura de Port-au-Prince.
Des del principi de la conquesta havia estat Santiago la seu d'un bisbe i la seva catedral és la més antiga de Cuba. El primer capità general fou Gaspar Ruiz de Pereda, el qual es dedicà a perseguir als corsaris. L'illa contava llavors amb uns 20.000 habitants de totes classes, dels quals 10.000 a la capital, 3.000 a Bayamo i un miler en cadascuna de les ciutats de Santiago, Port-au-Prince i Sanctu Spíritus.
El 1616 rellevà en Pereda el governador de Caracas, Sancho de Alquizar, comandament que s'assenyalà amb l'augment del contraban i la catàstrofe de Bayamo. Aquest poble, situat a la bocana del Cauto, el riu més gran de l'illa, sofrí una terrible inundació submergint-se 30 vaixells, i des de llavors restà obstruïda la llera del riu. Alquizar introduí gent de raça negra en les hortes de Vuelta Abajo. Morí el 1619, succeint-lo Francisco de Venegas, que forma un judici de residència contra el difunt, perseguint als seus afavorits per causa del contraban que feien. Organitzà una petita flota que va fer fugir les hosts angleses i holandeses de les aigües de l'illa. El 1622 la flota de galions que sortia de Veracruz naufragà a causa d'un temporal, perdent alguns vaixells i 1.000 homes. A la mort de Venegas, ocorreguda el 1624, segueix un període de rivalitats i desavinences entre el govern civil i militar de l'illa.
El 1726 el capità general Lorenzo de Cabrera, veterà de Lepant i Flandes, amb el seu enèrgic caràcter es feu obeir per tothom. Reforçà el castell de l'Havana, agregant-li quatre companyies de milicians. Els holandesos manats per Pitt Hein amb llur esquadra i 3.000 homes de desembarcament, es dedicaren a esperar les flotes que retornaven de les colònies espanyoles, assolint apressar les de Veracruz i Hondures després de renyida lluita. l'any següent tornaren comandats per Cornelio Jolls amb el mateix objectiu, però els vaixells espanyols, avisats a temps, no sortiren dels seus ports. Llavors intentaren atacar l'Havana sense èxit.
Acusat Cabrera pels seus enemics d'abusos, especialment d'haver manat pel seu conte carregaments de tabac a Canàries i portat indígenes negres al retorn, el rei el feu residenciar, i fou remès pres a Cadis el 1630, succeint-lo l'almirall Juan Bitrian de Viamonte, que acabà d'organitzar les milícies i perseguí als partidaris del seu antecessor amb tan poc de tacte que fou pres a la vegada i encausat. Una altra volta intentaren els holandesos d'atacar l'Havana, però hagueren de desistir del seu intent. També s'alçà un castell a l'entrada del port de Santiago per assegurar aquesta ciutat. El 1634 fou nomenat capità general el mestre de camp Francisco de Riaño y Gamboa amb encàrrec de perseguir el contraban, que trobà tan arrelat que tingué de limitar-se a prendre contes endarrerits i als empleats d'Hisenda, variant el personal. L'holandès Cornelius Jolls, Peu de Pal, aliat amb els filibusters, atacà la flota que sortia de Cartagena envers l'Havana el 31 d'agost de 1638, i malgrat tenir forces superiors, tingué 1.000 baixes i restà molt mal ferit.

Succeí a Riaño Alvaro de Luna, que fortificà les platges de Charrea i Cojímar. 

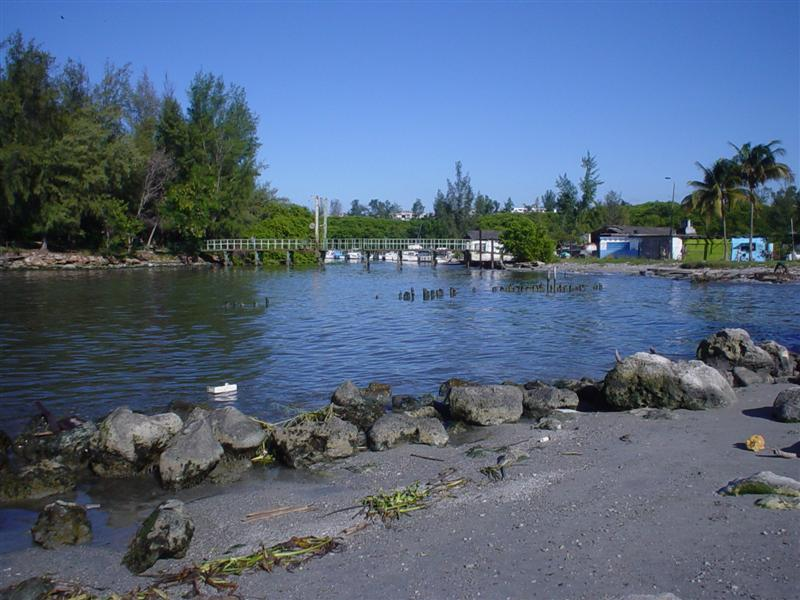
Desembocadura del Riu Cojimar

 El 1640, Cornelio Jolls, al capdavant d'una esquadra molt superior a les anteriors, romangué una setmana amenaçant la capital. Es pregà en els temples i prepararen la gent per al combat. Un oportú temporal (11 de setembre) dispersà les naus enemigues i n'estavellà algunes a la costa, recollint els cubans 261 presoners, 67 canons i molta munició. Aquests presoners foren intercanviats nou dies després.

### Una epidèmia arrasa
El 1647 succeí en el comandament Diego de Villalba y Toledo, temps en el qual una epidèmia arrabassà la tercera part dels veïns, restant el mateix Villalva proper a ser víctima d'ella. Una expedició de filibusters francesos saquejà San Juan de los Remedios (1652). Residenciat per abusos, el succeí Francisco Xelder (1653), més bon militar que polític, mort el 1664 que no es lliura la seva memòria de ser residenciat, els quals càrrecs principals foren contraban i abusos. Després d'un govern interí turbulent exercí el comandament Juan Montaño Bláquez, quan un cos 10.000 anglesos, en ple període de pau, es llençà sobre els indefensos colons de Jamaica, ocupant l'illa. Montaño organitzava una expedició contra ells, però el sorprengué la mort el 1656, i el governador de Santiago respongué a la Cort de l'èxit de l'empresa si se li enviava tan sols 2.000 homes. Aquestes explicacions, doncs, no tingueren èxit per l'escassetat de gent, i el governador de Santiago, Pedro Bayona, no tingué temps més que d'organitzar la defensa de les costes, i després fou promogut al govern de Paraguai.
El 1656 comença a governar Juan de Salamanca, que aprovà totes les prevencions que s'havien pres. Es preocupa de reprimir la llicència de costums i desordres dels cubans, i es diu que per intentar aturar els escàndols públics morí emmetzinat el bisbe Juan Montiel. El seu successor en la mitra, Pedro Reina, no va viure prou temps per veure realitzar les seves idees moralitzadores. Salamanca propagà el cultiu del tabac i refusà als anglesos, que havien assaltat per sorpresa Santiago de Cuba. Cridat a Espanya per a la guerra de Portugal. Fou substituït per Rodrigo de Flores 1663), promogut el govern de Yucatàn (1664) i reemplaçat per Francisco Dávila Ovejón, un dels governadors més actius que mai ha tingut Cuba. Envoltà l'Havana de reductes de terra i fossats amb tant d'encert que els enginyers que vingueren després a fortificar-la amb muralles hi feren molt poques modificacions als seus trets. També s'amplià la defensa de Santiago.
Per contrarestar als pirates que omplien les costes, expedí el governador 15 patents de cors. En aquell temps el pirata Morgan en l'illa saquejant Port-au-Prince. Ascendit al govern de Veneçuela, fou rellevat Dávila per Francisco Rodriguez de Ledesma (1670), que completà les fortificacions amb fons que rebé de Mèxic i altres impostos discorreguts pel seu antecessor. Dues expedicions filibusteres sortiren frustrades per aquest temps, una guiada per Franquesnay amb 800 homes a la platja de la Justicia, que una falsa alarma posà en fuga, i una altra del cavaller Grammont, amb 600 homes, que desembarcà al Nord de Port-au-Prince castigat durament pels veïns de Guanaja. Succeí a Ledesma, José Fernández de Córdoba (1680), que gravà la introducció de vins i aiguardent per recollir fons amb destí a les fortificacions. Cada nou impost era un estímul de contraban que es practicava en gran escala. L'afició al luxe es va estendre per tots els pobles amb la facilitat d'adquirir gèneres, ja que el comerç el feien els bucs holandesos dels ports de les Antilles.
Al capità general li fou impossible d'impedir el tràfic, malgrat sorprendre moltes mercaderies. Netejà les costes de corsaris i envià 200 homes a l'illa de Siguatey per castigar aquest niu de pirates. Després d'arrasar-la sorprengué en el mar alguns contrabans de negres. Morí el 1685; el rellevà el cap del Morro, Andrés Minive, i el 1687 s'encarregà del comandament el general Diego de Viana Hinojosa, amb el que va venir d'Espanya el famós bisbe Diego Evelino de Compostela. Aquest prelat fomentà el culte i fundà 20 noves parròquies, aixecà esglésies fins als despoblats de Guane i Pinar del Rio, on alguns negres es dedicaven al cultiu del tabac. Fundà els col·legis de San Ambrosio i de San Francisco de Sales, i va atendre la beneficència pública. També envià missioners a la Florida, que depenia de la seva diòcesi.

### Viana també és acusat
El general Viana fou acusat pels seus enemics de contraban i altres abusos, pel que fou deposat el 1689, malgrat que després se'l va absoldre. Succeint-lo Severino de Manzaneda, que fundà la ciutat de Matanzas (1693) i Santa Clara. Arribaren en aquesta època 400 presoners francesos, procedents de Santo Domingo, que foren destinats a treballar en les fortificacions.
Viana havia portat amb ell a un jove i presumptuós auditor, Francisco Roa que s'abrogà més facultats de les que la seva competència li permetia; casat amb una de les principals hereves de l'Havana, fou un d'aquells principals acusadors del seu superior. Durant el comandament de Manzaneda fou enviat a Santiago per a destituir el seu governador Villalobos, i ho va fer amb tant poc de tacte, que fou pres a la vegada per ell i remès a Espanya, on morí a la presó. Manzaneda reclamà a l'Audiència de Santo domingo, que envià un nou governador a Santiago, prenent a Villalobos.
El 1696 arribà el nou capità general, Diego de Còrdova, marquès del Vado, que augmentà les milícies de la capital, expedí patents de cors als mariners aptes, entre d'altres el cèlebre Juan Vázquez, que es distingiren per la seva audaç lluita contra els filibusters. Lluís XIV llavors envià a les Antilles dues esquadres (1696). La que dirigira l'almirall Pointis, reforçat a Santo Domingo amb 130 filibusters, s'apoderà de Cartagena, cometent tota classe d'excessos. Lord Neville, cap de l'esquadra anglesa, es dedicà a perseguir-los, especialment als pirates, que foren quasi exterminats. Pointis va poder salvar-se a França amb les despulles arrancades a la infeliç ciutat. Els corsaris de l'Havana i Santiago venjaren el saqueig de Cartagena atacant les colònies franceses de les Antilles; aquests i altres esdeveniments influïren en l'ànim del rei de França per a concertar el Tractat de Rijswijk (20 de setembre de 1696) que posà fi a les seves empreses. L'almirall Neville s'havia presentat a l'Havana poc temps abans; sabedor del fet que estava refugiada la flota i galions de Chagres i Veracruz (amb 30.000.000 de pesos), en el port, pretenent escortar-la fins a Cadis, al·legà la seva qualitat d'aliat i certs tractes amb l'ambaixador d'Espanya a Londres, però hagueren de refusar-se les seves ofertes, incompatibles amb les instruccions rebudes.
No tenint enemics per combatre, els corsaris espanyols es dedicaren al contraban. Còrdova fomentà el cultiu de la canya i el tabac, i la ramaderia. Va socórrer les colònies de la Florida, molt de temps abandonades. Succeint-lo Pedro Benitez el 1702, i a aquest Luis Chacón, que va haver de refusar les pretensions de l'esquadra anglesa (1703) perquè reconegués l'arxiduc d'Àustria en lloc de Felip V.
Els espanyols, aliats als francesos, enviaren des de Santiago de Cuba una expedició a les illes Lucayas, prenent tres vaixells als anglesos, 22 canons i 100 presoners. Per aquest fet Felip V donà el títol de molt noble i molt lleial a aquella antiga ciutat. Chacón disposà una altra empresa amb 300 granaders francesos i 290 voluntaris de l'Havana contra les colònies angleses de la Carolina, què, després d'una breu campanya, retornà atacada per forces superiors. Es presentà el 19 de març de 1707 altra volta l'esquadra anglesa de Walcker davant la capital, amb 22 navilis de guerra, renaixent les seves pretensions. El governador el rebé a canonades, i observant l'enemic els seus preparatius de defensa gira cua el mateix dia.
El 1708 prengué el comandament Laureano de Torres Ayala, marquès de Casa Torres, títol que li fou conferit en premi dels seus grans enviaments de tabac a la Península. El 19 de febrer de 1716, un temporal va desfer les flotes que anaven de Mèxic a Espanya, a l'altura de la Florida, perdent-se molts vaixells, vides i riquesa. El marquès intentà salvar alguns cascs negats en els coralls de Palmar de Aiz, restes les quals foren disputades pels rapinyaires del mar.

### Mor el bisbe en olor de santedat
Morí en opinió de sant el bisbe Compostela (1704, rel-elevat a la mitra per Jerónimo Valdés, que va seguir estenent el culte i la colonització amb molta voluntat. Fundà els pobles de Bejucal i Santiago de las Vegas, repartint solars a molts llauradors, erigí moltes noves parròquies, l'hospital de San Lázaro i la Casa de la Maternitat. Al seu nom s'afegiren més tard els principals centres d'ensenyança; el seminari de Sant Basili a Santiago i la universitat de l'Havana.
Vicente Raxa substituí a Casa Torres el 1716 amb el propòsit de parar el tabac. Això motivà l'alçament més aviat polític que popular, obligant al governador a fugir a Espanya. Vingué de successor Gregorio Guazo Calderón concedint un indult als sediciosos i reforçant les guarnicions en previsió de nous atacs. Aquest governador hagué de lluitar contra els anglesos i francesos fins a les últimes colònies, assolint molts èxits. Quan la nova pau amb França de 27 de gener de 1720 fou promogut a mariscal de camp. Els anglesos fomentaren el contraban en totes les colònies espanyoles d'ençà que la pau d'Utrecht els concedí diverses factories en terres espanyoles. El 1720 el governador tornà a armar corsaris espanyols que s'apoderaren de més de 20 bucs anglesos que feien aquest tràfic. Els veguers i traficants de tabac tornaren a esvalotar al poble fent-li reclamar que se li abonessin les collites al contat, aquesta sedició esclatà amb més força per motius semblants el 1723.
Succeí a En Guazo, en el comandament de l'illa, Dionisio Martínez de la Vega 1724, que fundà les drassanes de l'Havana, base del cèlebre arsenal. Un nou trencament amb Anglaterra tingué lloc el 1726 pel seu afany d'introduir gèneres en l'Amèrica, en temps que la doctrina prohibicionista s'observava en totes les nacions. Avisos oportuns impediren que sortissin les flotes de Veracruz i Cartagena, que mai havien carregat tanta riquesa, i l'almirall anglès Francis Hosier va patrullar la costa de Cartagena entre febrer i agost, sense poder evitar que el tresor arribés a Cadis.

### Mor el Bisbe de Cuba
El bisbe de Cuba, Valdés, després d'haver fundat la universitat de l'Havana (5 de gener de 1728, mori als vuitanta-nou anys, reemplaçant-lo en la mitra el bisbe de Ceuta, Laso de la Vega. Per aquests temps hi hagué grans desavinences entre els governs de l'Havana i Santiago. Vega fou traslladat a la capitania general de Panamà, el reemplaçà el 1734 Juan Güemes Horcasitas, que es distingí pel seu encert i severitat. El 1741 l'almirall Vernon, amb 5.000 homes de desembarcament, prengué possessió de Guantánamo, llavors desert, com a base d'operacions. El governador de Santiago amb llurs milícies i uns quants soldats que li havia enviat Güemes, bloquejà a l'enemic, internà el bestiar i tallà els passos per on es podia avançar a l'interior. Les febres i els insectes li foren uns aliats eficaços, perquè Vernon s'entornà a Jamaica deixant 2.000 baixes a l'illa.
Una expedició de 1.000 espanyols i cubans feu aixecar el setge que els anglesos tenien posat a San Agustin de la Florida, i prengué en les costes de Carolina molts negres i 100 presoners. Els corsaris espanyols apresaren 88 vaixells en diversos setges, quasi tots armats, de forma que entraren en l'illa 600 esclaus, 2.000.000 de pesos en carregaments i 1.200 anglesos presoners.

### Güemes virrei de Mèxic
Güemes ascendí al virregnat de Mèxic el 1746, el rellevà Juan Antonio Tineo; malalt en arribar, aviat fou substituït per Francisco Cagigal, l'heroi que havia refusat en Vernon. L'almirall Knowles, successor de Vernon, s'esforçà tan inútilment com ell, en la seva empresa contra Cuba. En atacar Santiago va perdre un navili i 300 homes, retirant-se a Jamaica. Reparades les avaries, esperà enfront de l'Havana la flota de Veracruz. S'empenyorà un combat naval el 2 d'octubre de 1748 entre sis galiots espanyols que sortiren de Veracruz a atacar l'esquadra anglesa i altres sis bucs millor armats i tripulats de Knowles. El combat durà tot el dia, perdent-se dos vaixells per bàndol, 150 espanyols i 400 anglesos, sent de deplorar que fins dos dies després no arribés la notícia de la pau signada a Aquisgran. Cagigal a penes pogué fer res en l'ordre polític i administratiu per causa dels monopolis de la Companya de Comerç i l'enormitat dels aranzels. Perseguí rigorosament el contraban.
Promogut a Mèxic com a virrei, es feu càrrec del comandament interinament Pedro Alonso el 1760, al qual suplí Juan Prado Portocarrero el 1765. Aquest portava d'Espanya multitud d'instruccions i molt escassos mitjans per a complir-les.
El govern prengué a la Companyia de Comerç el privilegi de sortir de tabac a la Península per incompliments i renovà l'estanc de la fulla.

### Arriba la febre groga
Uns presidiaris vinguts de Veracruz introduïren la febre groga en les costes de Cuba. Aquesta malaltia vint anys abans havia estat portada al litoral de Mèxic pels anglesos de Vernon que la contragueren en el seu atac a Cartagena. Moriren de resultes 1.800 mariners i soldats, i més gran nombre de peninsulars establerts a l'Havana. Declarada ja la guerra amb l'anglès, es presentà el 6 de juny de 1762 l'esquadra enemiga de 22 navilis de línia, 11 fragates de guerra, 320 transports i 14.000 soldats. En la plaça només i restaven per la seva defensa 2.700 homes 2.700 homes i 2.00 mariners no arribant a altres tants les milícies del país. La defensa fou vigorosa, i per prendre el Morro el comte d'Albermale perdé 2.000 homes, morint en l'assalt tots els seus defensors. L'arribada de 6.000 homes de reforç de Nova York i de Jamaica decidí l'acció, veient-se obligats els 900 espanyols que restaven a la plaça a capitular. Aquests conservaren llurs armes i equipatges i foren traslladats a Cadis pels vencedors.
Els anglesos trencaren molts articles de la capitulació. A cadascun dels 28.442 combatents de mar i terra, els i correspongueren 122,697 lliures esterlines en l'enorme botí conquerit. El 1763 sortí Albermale vers Anglaterra, succeint-lo en la plaça el seu germà sir Guillem Keppel, el qual es mostrà més moderat amb els vençuts. En l'illa preparava la reconquista de la capital amb bons auspicis el governador de Santiago, Lorenzo de Madariaga, al capdavant de 4.000 homes de milícies i els fugits de l'Havana i Matanzas, quan es rebé la notícia de la pau de Versalles 1763, en el qual l'article 19 obligava a Anglaterra a restituir la plaça de l'Havana en el mateix estat en què es trobava quan la conquerí. No obstant els anglesos abans d'abandonar-la, arrasaren els arsenals.
Malgrat ésser fatal per l'erari públic, no deixà de ser una indemnització favorable per l'illa, en aquest període de nou mesos que durà la invasió anglesa, la llibertat de comerç, arribant més de 800 vaixells tant holandesos com anglesos amb carregament d'articles d'Europa, artefactes per a enginys i multitud de gent de color. Tots ells es trobaren en estat d'aprofitar-se d'aquesta facilitat passatgera, augmentaren el nombre de les seves finques, productes els quals llavors eren d'una vàlua immensa. L'administració espanyola a partir de llavors hagué de moderar un xic les regles prohibitives que ofegaven el comerç i l'agricultura.

## Cuba des de 1763 a 1801
Sir Keppel feu entrega de la ciutat al nou govern del comte de Ricla el 6 de juny de 1763, que s'ocupà de reedificar els castells i reparar els danys causats. La Florida que entregada als anglesos en rescat de l'Havana. El general Alejandro O'Reilly el secundà activament reorganitzant les milícies del país. Anà desencertat Ricla en subdividir les dues jurisdiccions de l'illa en molts partits rurals, cadascun encomanat a persones sense carrera ni coneixement que treien el seu sou de maniobres i exaccions il·legals.
Antonio Bucarelly s'encarregà del comandament de Cuba el 1766, amb una administració molt encertada i humanitària. El terratrèmol de l'11 de juny d'aquest any arruïnà Bayamo i Santiago, remeiant aquests desastres amb els socors que pogué assolir de l'erari i l'exemple que donà als rics de l'illa amb els seus desembossaments personals. El sou del capità general era llavors molt exigu; al principi només guanyava 4.000 pesos anuals, però després s'augmentà a 10.00. El 1769 organitzà una expedició a les ordres d'O'Reilly, que s'apoderà de Nova Orleans i la Louisiana, que corresponien a Espanya segons el tractat de Versalles. L'arsenal de l'Havana estava ja restablert i construí durant el seu mandat 15 vaixells de guerra. Dirimí moltes disputes entre els veïns i procurà arranjar el fòrum, empresa gens fàcil.
Promogut pels seus dots al virregnat de Nova Espanya, s'encarregà del comandament Pascual Cisneros, que ja havia desenvolupat el mateix càrrec interí en un altre interregne, fins que arribà el general Felip de Fonsdeviela, marquès de la Torre. Aquest va discórrer molts arbitris enginyosos per recollir fons, construí ponts i carreteres, dotà a l'Havana del primer coliseu i dos passeigs públics, elevà diversos edificis administratius, etc. Feu les primeres estadístiques de l'illa, resultant que el 1773 tenia 172.620 h. de totes classes, dels quals 75.618 en la capital i 19.374 a Santiago. Hi havia 484 eclesiàstics i 20 convents amb 496 religiosos i 145 monges. Un fet notable que revela aquella estadística és que hi havia només 75.180 individus de color, més de la tercera part lliures, quan a Jamaica i en la part francesa de Santo Domingo i les Antilles s'havia exagerat l'esclavitud fins a comptar-se per terme mitjà, cinc individus de color per cada blanc; dels primers a penes la dècima part restaven emancipats. En aquesta comparança l'esclavitud en les colònies espanyoles no mereixien aquest nom per l'escàs nombre de serfs i la mateixa protecció i paternals usos dels seus amos.
El 1777 rellevà al marquès de la Torre el tinent general Diego Navarro, que tot ho trobà en ordre. Fins al 1778 no s'habilità a tots els ports espanyols traficar amb America, reduint els drets d'importació i exportació. A mitjans de 1779 tornà a esclatar la guerra contra la Gran Bretanya, que des d'anys enrere era la primera potència marítima. El governador de Louisiana, Bernardo Gálvez, sense esperar reforços de Cuba, amb només una goleta i tres llanxes, sorprengué els ports de Panmure i prengué vuit embarcacions: remuntà el Mississipi, i després d'una penosa marxa, prengué els forts de Manchack i Baton Rouge, agafant a l'enemic més de 600 presoners. Arribaren reforços de l'Havana al valent Gálvez, malgrat que amb molt de retard a causa dels vents, tan oportunament, que en desembocar al riu, havia sofert naufragi a la badia de Mobile. Aquesta plaça anglesa es rendí amb els seus 307 combatents, i el governador anglès acceptà una honrosa capitulació.
A la batalla de Pensacola (1781) s'apoderava Gálvez de la ciutat conduint 1.400 anglesos presoners a l'Havana. Aquests èxits l'animaren a arbitrar nous reforços, entre ells s'hi uniren 10.000 francesos amb l'objecte d'apoderar-se de Jamaica i les altres Antilles angleses. Prengué l'illa Providencia i altres de les Bahames quan va tenir notícia que l'almirall Lord Rodney, amb una formidable esquadra, havia derrotat a la de França en aigües de Guadalupe. S'apressà llavors a retirar-se a l'Havana per ajudar a la seva defensa. Es presentà allà Rodney amb 37 navilis de línia i infinitat de bucs menors el 6 d'agost de 1782. Pocs dies després desistí de l'intent a la vista de les defenses, perquè en aquell temps l'Havana era la primera plaça forta d'Amèrica.
Per aquells dies els nous Estats nord-americans s'acabaren de proclamar independents, contribuint a això, en gran part, l'heroica defensa de les colònies espanyoles, però s'oblidaren ben aviat d'aquest fet, i començaren a fer ús de la seva llibertat permetent que els seus aventurers hostilitzessin les possessions espanyoles. Un cos de 2.300 homes organitzat a l'Estat de Geòrgia atacà els llocs avançats sobre el Mississipi. Esteban Miró, governador de la Louisiana, formà una columna de 1.200 homes que fou suficient per foragitar-los.

### Nou canvi de governador
A Troncoso, que fou elevat al govern de Veracruz, el rellevà José de Ezpeleta el 1785, dedicant-se a perseguir el joc i la ganduleria, aplicà a obres públiques la gent de mal viure i introduí l'enllumenat públic a l'Havana. Pel seu consell vingué d'Espanya José Pablo Valiente, una de les capacitats econòmiques de llavors, per a estudiar les reformes proposades per a desenvolupar els grans elements de riquesa del país. La diòcesi de Cuba fou dividida en dues, ascendint la de Santiago a la categoria d'arquebisbat. De la diòcesi de l'Havana depengueren els territoris de Florida i Louisiana.
Luis de las Casas es feu càrrec del comandament el 1790, i seguí la petjada progressista de la Torre. Proclamà un ban de policia i governació que feu observar a tots els pobles, acabà la reforma empresa per Ezpeleta, donant útil ocupació als ganduls i gent de mal viure, i fundà la societat patriòtica d'Amigos del País, de l'Havana on s'agruparen les primeres intel·lectualitats de l'illa per a discórrer millores en els rams de comerç, agricultura i indústria. Aquesta societat va fer grans beneficis, perseguí el contraban i recaptà el primer any 400.000 pesos més que el seu antecessor, malgrat dels temporals que assolaren el país.

### Pau a Cuba

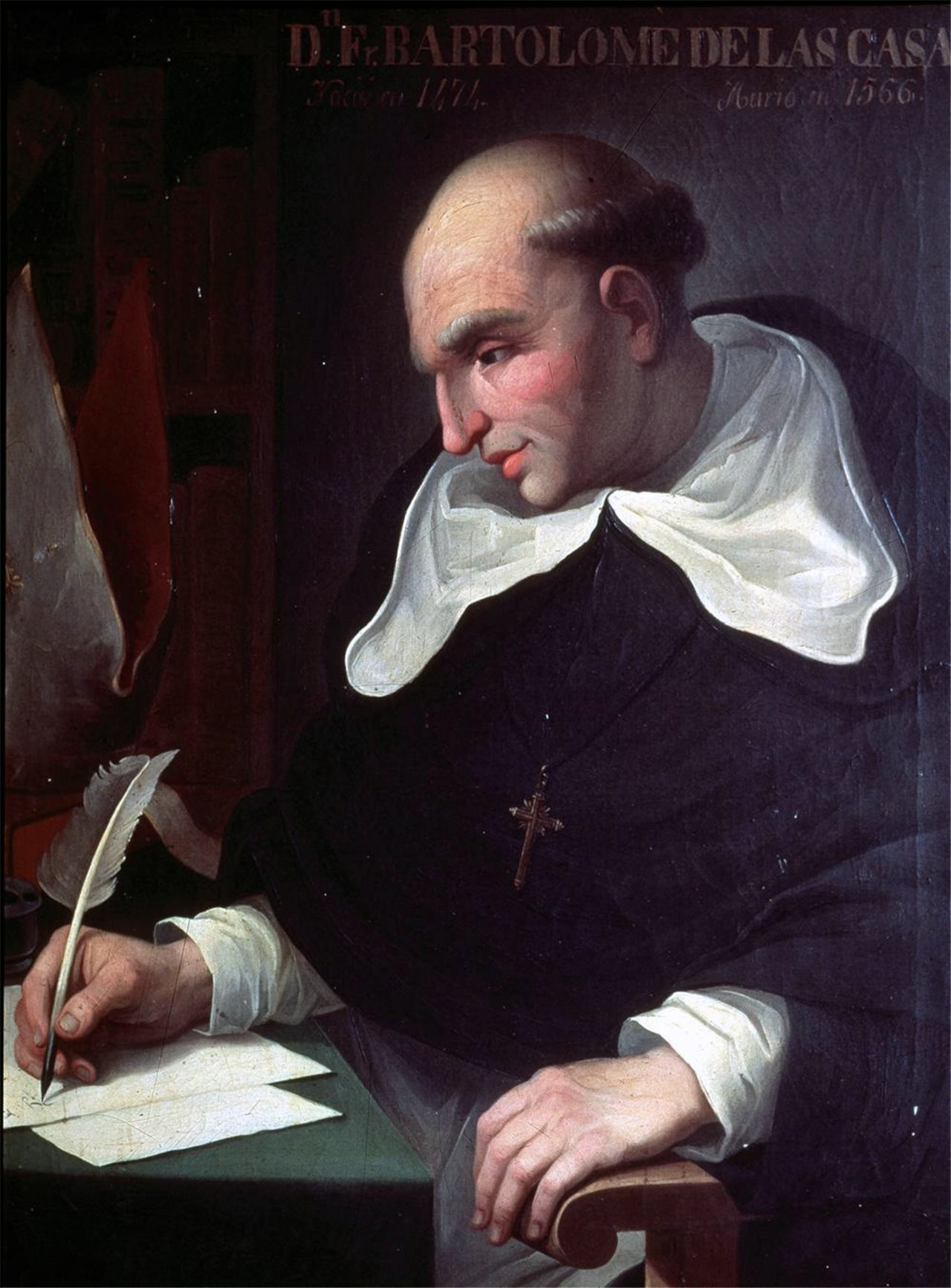
El frare Bartolomé de las Casas gran defensor dels indígenes

Durant el període de la Revolució Francesa, Cuba, la Louisiana i Florida, gaudiren d'una pau relativa, malgrat de les freqüents agressions dels nord-americans, tot i només comptar amb set batallons. El decret de la Convenció, declarant lliures els esclaus, revolucionà la part francesa de Santo Domingo; la gent de color es convertiren en amos dels seus antics propietaris. Las Casas, amb auxilis de Mèxic, preparà una expedició, i malgrat estar molt mal dirigida; s'apoderà del fort Delfin en aquella illa completament arruïnada. Molts dels seus habitants emigraren a la Gran Antilla, i per aquest temps prosperà el cultiu de la canya, elevant-se el sucre de Cuba a preus de faula, i el qual comerç monopolitzà aquesta colònia. França i Anglaterra havien preparat la ruïna de les seves pròpies conquestes, exagerant l'esclavitud fins a l'extrem que tenien una mitjana de 20 individus de color per cada blanc i 15 esclaus per cada lliure, mentre que a Cuba seguia havent-hi set blancs per cinc individus de color, i d'aquests dos de lliures per cada esclau. El cens que aixecà Las Casas en 1793 dona el resultat de 289.314 persones.

## Segueix el canvi de governadors
El 1796 succeí en el govern Juan Procopio Bassecourt, comte de Santa Clara, que va tenir de fortificar-se enfront dels anglesos; Cuba i Puerto Rico pogueren resistir els seus atacs, però no l'illa de Trinitat, que restà en poder de l'enemic.
Li succeí el marquès de Someruelos, el 1799, el govern del qual fou llarg i propici a la colònia. Cedida Santo Domingo a França per la pau de 1795, es traslladaren a l'Havana les restes de Colom i l'Audiència es fixà a Port-au-Prince. En realitat la Hispaniola restà supeditada a les hordes salvatges de la gent de color. No assolí dominar-los l'expedició de Saint-Domingue de Charles Victoire Emmanuel Leclerc, que morí de malaltia i les tropes franceses es rendiren a la flota anglesa que els bloquejava el 30 de novembre de 1803 des de l'esclat de la guerra de la Tercera Coalició. i finalment Saint-Domingue s'independitzà transformant-se en Haití. Fins a la pau amb Anglaterra el 1808 també alguns pobles i hisendes del litoral hagueren de sofrir sorpreses i saquejos per la seva part.
La indignació contra els francesos pels esdeveniments d'Espanya del 1808 obligà a Someruelos a desterrar-los en nombre de 6.000, quasi tots emigrats de Santo Domingo. La resta havia pres la precaució de demanar carta de residència i naturalitzar-se. Aquesta mesura, encara que, desfavorable a l'illa, ja que els colons s'enriquien amb la seva indústria, fou molt política, ja que la indignació dels cubans era tal que esclataren diversos avalots populars contra ells i s'evitaren més grans mals.
El 1812 Juan Ruiz de Apodaca rellevà a Someruelos, jurant-se la nova Constitució política amb entusiasme. La sobtada llibertat d'impremta no produí de moment cap fruit en el país, ja que no estava suficientment difosa la instrucció, i les fulles que apareixien foren engendrades ruïnosament, amb mires d'obscurs autors. Prengueren increment els corsaris nord-americans, que imitaven els afanys dels filibusters, malgrat que nominalment regnava la pau amb la Unió Americana.

## Cuba entre 1816 i 1868
Ascendit Apodaca al virregnat de Mèxic, el succeí José Cienfuegos Jovellanos, secundat pel superintendent Alejandro Ramírez, un dels funcionaris més distingits que varen tenir les colònies; deixaren bona memòria a Cuba. S'administrà la Hisenda amb generositat, prosperà el comerç, especialment amb els Estats Units, decretant-se el 1818 la llibertat mercantil, i aixecant-se l'estanc dels cultius de tabac. El nou cens de 1817, fet per ordre de Cienfuegos, donà les xifres següents: 553.028 h., entre ells 239.830 blancs, 114.058 lliures de color i 199.145 esclaus. Aquest nou cens torna a demostrar que seguia sent a Cuba la població blanca molt més nombrosa que la de color, i d'aquesta els emancipats en gran nombre. Quan les tropes repudiaren el tràfic d'esclaus el 1791, no els convenia ja de continuar-lo, per estar sobrats de gent de color en les seves colònies, però no en l'Amèrica espanyola i particularment a Cuba, que va haver d'abastir el mercat de sucre i cafè suplint la producció de Santo Domingo. Per aquesta causa el cens denota major proporció d'esclaus que els anteriors. L'equilibri racional i moderat que ofereixen els censos de Cuba, mai feu témer una superioritat de la raça de color, i no fou assimilable a l'esclavitud de Cuba a la que en les seves illes conservaren els francesos. Sense legislacions especials, els propietaris de Cuba i Puerto Rico havent-los proporcionat per lliurar-se, i aquestes illes havien emancipat a Amèrica més esclaus que França i Anglaterra reunides, mentre els conservaren aquestes dues nacions. El tràfic de negres fou abolit des del 1817, malgrat que continuà molt de temps subreptíciament.
L'estat militar de l'illa no corresponia als perills exteriors. El general Cienfuegos, encarregat de l'organització, no assolí de completar, en diverses remeses, 2.000 homes vinguts d'Espanya. Construí bateries en molts pobles, creà quatre companyies de voluntaris, quatre bateries d'artilleria i dos esquadrons de cavalleria. Per a contrarestar els vaixells armats nord-americans que corsariaven a favor de la independència de les colònies espanyoles, armà corsaris què, amb la seva valentia i bravura, els mantingueren a ratlla. Es creà el poble de Cienfuegos o Fernandina de Jagua i el de San Fernando de Nuevitas.
Cuba entrà en un període de prosperitat. Durant la Guerra anglo-española (1779 - 1783), malgrat que el general Jackson s'havia apoderat dels forts de San Marcos de Apalache i Pensacola amenaçant d'expulsar els espanyols de les Florides, el Tractat de Versalles (1783) els va retornar a sobirania espanyola.
Amb 1.000 homes es tornà a prendre possessió d'aquests llocs el febrer de 1819. Poc temps després fou rellevat Cienfuegos pel tinent general Juan Manuel de Cagigal, parent d'altres governants que portaren el mateix cognom.
Cagigal portà d'Espanya 3.000 homes, dels quals només un batalló restà a Cuba, passant la resta al continent. La notícia dels esdeveniments de Cadis i la rebel·lió de l'exèrcit expedicionari de Riego, arribà a Cuba amb anticipació a l'ordre i instruccions oficials. Les turbes, acabdillades per dos oficials, alçaren el crit i obligaren al general a jurar immediatament la nova Constitució en la plaça d'armes.

### Més grans desordres
El segon període constitucional de Cuba ve acompanyat dels majors desordres i estropelles. Encara que amb una prudent administració no havien arrelat els odis racistes a l'illa, a l'assossec i ordre antic succeí sobtadament el desprestigi de les autoritats i continus aldarulls. A això i contribuïren sens nombre de publicacions emparades en la llibertat d'impremta.
Succeí a Cagigal el general Nicolás de Mahy el 1821, el qual, amb el seu tacte, feu renàixer la calma i reorganitzà la milícia nacional. No pogué contenir el torrent de la premsa, que en lloc de consagrar-se a reformar i crear, es dedicà en general a vulnerar noms i desprestigiar famílies. Molts d'aquests fullets guardats en els arxius corroboren, que eren uns escrits força inclinats a exacerbar passions i confondre l'opinió pública. Mahy, que ja era vell, sucumbí a la feina del seu càrrec, i morí el 1822 i deixant records de les seves virtuts. L'ajuntament i la guarnició hagueren d'enterrar-lo pagant ells les despeses.
Tampoc el seu successor interí Kindelan pogué posar fre als desordres, que es reproduïren amb la major violència. Els verdaders amos de l'illa eren la francmaçoneria, comuners i societats agitadores. Contra la seva voluntat, i obligat per ordres estretes, ocupà el comandament Francisco Dionisio Vives el 1823 que amb la seva astúcia i sagacitat pogué sobreposar-se a les circumstàncies. Introduí gent de confiança en les lògies i conciliàbuls. Així fracassà la conspiració anomenada dels Soles de Bolívar. A finals del mateix any arribà a Cuba la notícia de la restitució de Ferran VII a la seva antiga sobirania. L'experiència de més de tres anys d'anarquia feu que es rebés, malgrat els antics defectes, com aurora de pau, dissipant-se com el foc d'encenalls les lògies i faccions.
El govern reaccionari espanyol de 1923 permeté a Vives frustrar les trames que s'ordien a Costa Firme i Mèxic, per emancipar Cuba, reforçada la seva guarnició amb tres milers d'homes que havien tingut de capitular a Veneçuela. Tot intent de sedició fou sufocat, i el mariner Ángel Laborde feu respectar les costes de Cuba i Puerto Rico. Des del 1822 cessà el domini d'Espanya en la Florida i ingressaren en l'illa moltes famílies i capitals espanyols expulsats de Mèxic i Costa Firme.

## Fruits de la llibertat mercantil
La llibertat mercantil decretada alguns anys abans havia donat grans resultats. El cens de 1827 consigna la recaptació d'aquells anys, que ascendí a 8.500.000 pesos, i deixava un superàvit de més d'un milió, ingres el qual fou degut principalment als drets d'exportació de sucre, cafè i tabac. Hi havia 1.000 enginys de sucre, 2.067 cafetars i 5.534 vegues de tabac. El nombre d'habitants era de 704.487, dividits en 311.051 blancs, 106.494 lliures de color i 286.942 esclaus. El nombre d'emancipats continuava una semblant proporció amb els censos anteriors, malgrat que la prohibició del tràfic obligà afer grans importacions de gent de color per aprofitar els terminis concedits. Mal aconsellat Ferran VII, va pretendre la reconquesta de Mèxic, enviant 3.556 soldats a les ordres del brigadier Barradas, tant inexpert com presumptuós. Sortiren aquestes tropes de L'Havana el 5 de juliol de 1822 i una borrasca obligà a refugiar-se a Nova Orleans a 786 soldats, arribant només 2.770 a les mortíferes platges de Tampico. Vençuts els mexicans en diversos encontres, la ciutat restà en mans de l'expedició. El clima i les febres els obligaren a capitular després, tot i que honrosament, retirant-se a l'Havana amb armes, equips i banderes, mentre que l'inepte cap fugia a l'estranger.
A Vives se li deuen moltes millores, com l'aqüeducte que sortí d'aigües a l'Havana i la creació d'esquadrons de milícies rurals. Hagué de tolerar els vicis i excessos de molts cubans, per apartar-los d'altres idees més comprometedores.
El seu successor fou Ricafort Palacín 1832, temps en el qual una terrible epidèmia s'acarnissà amb la gent de color, restant moltes collites sense recollir-se. Miguel Tacón que el rellevà el 1834, es dedicà a corregir abusos, formà la policia, tancà les cases de joc i castigà els delictes sense reparar en la qualitat dels culpables. Secundat per alguns funcionaris lleials aconseguí fer respectar les lleis, com la millor garantia de benestar públic. Es compongueren i il·luminaren els carrers dels pobles, es dotà a l'Havana d'una espaiosa presó, dos mercats, un teatre, i s'eixamplà l'Alameda. Quan la guerra civil desfeia a la metròpoli el govern de Tacón donà a Cuba una època pròspera i feliç, s'estengueren els cultius i el preu del sucre creixé extraordinàriament. Establí el ferrocarril de L'Havana a Güines, molt abans que aquest avanç s'inaugurés a Espanya; La població de Cuba assolí la xifra d'un milió, i les seves rendes 10.000.000 de pesos.
El succeí el general Joaquin de Espeleta el 1838, comandament que fou molt prosper i tranquil, el mateix que el del seu successor Pedro Téllez de Girón, que fomentà les arts i les lletres. A aquest el substituí Francisco Valdés el 1841, que perseguí el contraban de negres i reglamentà els deures dels esclaus i els amos amb 48 articles, restant de fet canviada la condició social. Millorà la instrucció pública i reorganitzà la universitat de L'Havana.
L'octubre de 1843 li succeí Leopoldo O'Donnell, que establí en el mateix palau del govern un tribunal de justícia ordinari. Malgrat llurs dots naturals, li mancava experiència, i fent cas de denúncies i suggestions malignes, va creure que es preparava un alçament de negres i menà agents als enginys que s'extralimitaren en les seves facultats. Durant dos anys foren passats per les armes molts individus de color, entre altres Gabriel de la Concepción Valdés, inspirat poeta conegut pel malnom de Placido. Una absència d'O'Donell feu obrir els ulls al seu suplent Castro, que posà en evidència les coaccions de la comissió militar i dels seus agents fiscals. Aquest eren a la vegada encausats, tres se suïcidaren a la presó i altres passaren a presidi. Els estralls de les sequeres i huracans també foren molt grans en aquesta època. refusà O'Donell les pretensions dels dominicans, què, separats de la República d'Haití, que volien sotmetre's a Espanya, al·legant el general que el seu propòsit era principalment reparar la seva misèria a costa de l'erari espanyol i adquirir feina com a militars. Amb això es va perdre l'ocasió d'annexionar la part espanyola de Santo Domingo, que es constituí en un nou Estat, venint a demostrar la profunda crisi en què es trobava sumida la metròpoli ensems que els Estats Units usurpaven a la república mexicana l'Estat de Texas.

## Apareix Narciso López
Els estats meridionals de la Unió enviaren agents a Cuba per annexionar-la a la bandera federal, amb la finalitat principal d'augmentar amb aquesta agregació el nombre de vots en les Cambres. Entre altres individus descontents, respongué a la crida Narciso López, que havia arribat al grau de general de l'exèrcit i havia estat capità general de Galícia, malgrat ser natural de Veneçuela.
El 1848 ocupà el general Federico Roncali el comandament de Cuba, i assabentat del que s'ordia a Nova Orleans, donà ordre de prendre a López, però aquest va poder fugir als Estats Units, imitant l'exemple d'alguns periodistes de L'Havana i Matanzas, que pogueren desfogar a Nova York el seu odi contra la dominació espanyola en el diari titulat La Verdad.
Roncali, confiat en la lleialtat dels cubans, es dedica a fomentar moltes obres públiques de l'illa edificant fars en els punts perillosos de les costes i altres avanços. El 1850 l'epidèmia de còlera causà molts estralls. Narciso López, contra el que s'esperava, organitzà una expedició de 500 homes de totes les nacionalitats, que desembarcà el 19 de maig en la indefensa badia de Cárdenas. Allà hi havia un petit destacament de 17 homes què, després de defensar-se dues hores amb valentia en les cases immediates a la presó, hagué de rendir-se amb el governador envoltat per les flames enceses pels agressors. La població no secundà a López, i quan a la primera notícia de l'atac acudiren 24 llancers de l'alferes Morales, carregà intrèpidament als de López, a ganivetades i els dispersà. Amb 30 paisans ben armats corregué també a la lluita el comandant de Guamacaro, que caient de nou contra ells, els obligà a reembarcar-se aquella mateixa tarda. La persecució havia estat tan activa que va venir de minuts que no caiguessin López i els seus en poder del vapor de guerra Pizarro abans de refugiar-se a Cayo Hueso.
Fou general la desaprovació en tota l'illa d'aquesta temptativa, i a l'Havana 13.000 nacionals i estrangers sol·licitaren ser armats per la defensa del país, en previsió de noves temptatives, Roncali ordenà que s'organitzessin quatre batallons de 700 places amb el nom de Nobles Vecinos. Per altra banda, entre els descontents prosperà la idea de l'annexió, predicant-la a Nova York els seus primers apòstols Domingo Goicura, Porfirio Valiente, Talón, Villaverde i d'altres. Més de 100 persones fugiren del país envers la Unió, entre ells el notable escriptor Cisneros de malnom El Lugareño.
L'arsenal de L'Havana llençà a la badia el vapor de guerra Juan de Austria. El pròsper estat de la hisenda va permetre d'ajudar a l'administració de Puerto Rico i al govern mexicà de Yucatán, amenaçat amb una insurrecció indígena. El general Barbachano, governador de la República en aquell Estat, després de sotmetre als indis, sentí repugnància de passar-los per les armes, i no els pogueren conservar en el país pel perill que representaven, els va vendre a diversos especuladors de L'Havana. Foren, doncs, portats a Cuba i cedits amb les famílies d'aquests infeliços emprant-los en les hisendes. demostraren ser aptes i vigorosos pels treballs rurals. Malgrat que per a cobrir les formes, se signaren contractes amb els hisendats, es considerà aquest fet com un atropellament al dret de gents, i fou reprovat pels governs de la Península i de Mèxic.

Fou rellevat el 1850, de resultes d'una caiguda de cavall que alterà la seva salut, i Roncali no va poder emprendre les obres públiques que tenia projectades. El substituí el general José Gutierrez de la Concha, amb el que arribaren 5.000 homes a reforçar les tropes. Aquest senyor es distingí pel seu afany de reformes en tots els rams, moltes d'elles injustificades. Entre elles, mereixen citar-se la creació d'un cos de policia rural (guàrdia civil), guàrdies d'ordre públic en L'Havana, Matanzas 

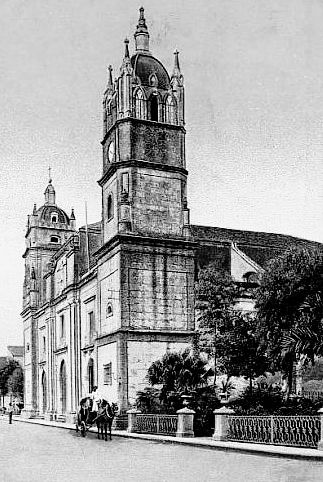
Catedral de Matanzas

 i Santiago, i la fundació d'escoles primàries.

## Pressió Nord-americana
La propaganda annexionista insistia en els Estats Units; a llurs instigacions s'alçaren a Puerto Rico els joves Joaquin Aguirre i Isidor Armenteros el juliol del 1851, amb dues partides, que foren perseguides i dissoltes en pocs dies. Armenteros i set dels seus foren afusellats, i els altres imploraren el seu perdó i l'assoliren. El mes següent tornà a presentar-se Narciso López prop de Bahia Honda, desembarcant amb 548 homes, la major part ianquis, la resta d'altres nacions i alguns cubans. Es reforçà la posició avantatjosa de les Pozas. Allí fou atacat per Enna, sense cap peça de muntanya, que perdé força gent. López, il·lusionat que el reforçarien els naturals, es dirigí vers el cafetar de Frias, on fou assolit per Enna, dispersant-se la seva gent. López s'amagà en les cavernes del Cuzco lloc on fou descobert, portat a l'Havana, i afusellat l'1 de setembre. Dels 500 expedicionaris només se'n salvaren 170, condemnats a presidi, i perdonats després per la reina, tornaren a la Unió.
Queixes administratives feren destituir en Concha, el qual càrrec ocupà Valentin Cañedo el 1852, que es dedicà a impedir el contraban de negres i que fou destituït l'any següent.
Li succeí el Juan Manuel de la Pezuela y de Ceballos, que es va resistir molt de temps a acceptar el càrrec i publicà un reglament per a regularitzar l'estat de la gent de color, resultant que es descobrí el parador de més de 2.000 restaren emancipats, segons les lleis. El 1854 dictà una amnistia general contra delictes polítics que assoliren a tots els conspiradors i crea la Caja de Descuentos de L'Havana (després Banco Español). Rellevat del seu càrrec, el reemplaçà el mateix Concha el 1854, el qual fomentà la construcció de ferrocarrils. Pel seu tarannà reformador fomentà la constitució d'innumerables societats anònimes que tingueren com a resultat la crisi econòmica de 1857, malgrat les bones collites. El seu afany legislatiu arribà fins a prohibir la caça amb fura i recomanà que s'exterminessin els llops i les guilles, animals els quals brillen per la seva absència en aquesta illa.
En el seu temps augmentà el contraban de gent de color, que havia estat quasi nul en èpoques de Cañedo i Pezuela. Fou rellevat el 1859 pel general Serrano Dominguez, en la qual època seguiren creixent els cultius, la introducció de gent de color i les rendes públiques. D'acord amb el general Prim, envià gent a Mèxic, que s'apoderà del castell d'Ulúa i de Veracruz, sense resistència. Afortunadament aquesta expedició retornà a l'Havana pocs mesos després, sense vessar ni una gota de sang. Els capitans generals de Cuba estaven plens de la necessitat de respectar la independència de les antigues colònies d'Amèrica, des que Valdés i Leopoldo O'Donnell es negaren a incorporar a Espanya, Santo Domingo. Així és que no es decidiren a intervenir amb els francesos a Mèxic. Refusaren així mateix els nous generals, diverses pretensions de Santana, totes elles amb tendència a redimir de la seva misèria un país sense recursos on a penes i quedava cap blanc ni moneda metàl·lica. Serrano, això no obstant, incorporà Santo Domingo a la monarquia, quan era massa tard, i només podia aportar despeses a l'erari; també va permetre la contractació de 100.000 xinesos, no comparables als africans per la seva submissió i hàbits.
El rellevà Domingo Dulce i Garay, el 1862, que va haver de sufocar la insurrecció de Santo Domingo, i després de sacrificar molta gent i diners, evacuà l'illa, en virtut de l'acord de les Cambres presidides pel general Narváez. Davant d'aquest exemple els separatistes de Cuba redoblaren les seves maniobres. Fou reemplaçat Dulce per Francisco Alejandro Lersundi y Ormaechea el 1866, que va haver de publicar el Reial decret de 12 de febrer de 1867 elevant l'impost sobre la propietat produint el disgust general. Lersundi assolí ajornar el seu compliment i presentà la renúncia del seu càrrec, però fou reelegit poc temps després.
Vençuts els sudistes americans, la Junta Revolucionària de Nova York canvià la seva bandera d'annexió per la d'independència, i el 10 d'octubre de 1868, Carlos Manuel de Céspedes, Francisco Aguilera i més de 3.000 camperols feren el crit de Yara inaugurant l'anomenada Guerra dels Deu Anys.

## Guerra dels Deu Anys
El general Francisco Lersundi y Hormaechea governava l'illa a nom d'Isabel II, malgrat que la Revolució de 1868 l'havia destronat. Una junta de notables, entre cubans i espanyols, reunida a palau el 24 d'octubre de 1868, no assolí convèncer-la què apliques les reformes liberals de la Península a Cuba. Portà la paraula José Manuel Mestre, que el general censurà i donà per acabada la sessió; encara que José Morales Lemus tractava d'aclarir alguns punts, fou interromput per Lersundi, que armà voluntaris i anuncià l'estat de setge.
S'havia convingut que la insurrecció esclataria a principis de 1869, però es va haver d'avançar la data, per ordres de presó donades contra Carlos Manuel de Céspedes i altres. Els preparatius de la insurrecció havien estat fets feia temps, per les lògies maçòniques i diverses juntes revolucionàries. Céspedes assistí a la junta de delegats de Camagüey i Orient, celebrada en la finca San Miguel de Rompe, sota la presidència de Francisco Vicente Aguilera el 4 d'agost de 1868. Aquesta revolta va tenir lloc a la finca La Demajagua, d'allà varen passar els revoltats a la hisenda de Palmas Altas i entraren al poble de Yara a les vuit del vespre del 10 d'octubre de 1868. En aquest lloc se'ls uniren molta gent de color. L'arribada d'una columna espanyola els refusà dispersant-los. Reforçats els insurgents per Luis Marcano, oficial de les reserves dominicanes, amb 300 homes, tronaren sobre Yara i d'allà a Bayamo, que capitulà al cap de tres dies de setge.
La revolta va tenir ressò al Camagüey, on s'alçaren el 4 de novembre de 1868 Salvador Cisneros Betancourt, marquès de Santa Lucia, seguit pels germans Juan Nepomuceno, Manuel, Gregorio i Jerónimo Boza, que moriren en el camp insurrecte), Augusto Arango, Ignacio Enrique i Eduardo Agramonte, Ignacio Mora, Àngel del Castillo i Francisco Sánchez Betancourt, amb bastants d'altres. Blas de Villate y de la Hera, el comte de Valmaseda arribà amb una columna a aquesta regió i abans de res procurà atreure's als rebels, fent-los promeses de reformes. Augusto Arango, cap militar d'aquell moviment, assolí de dividir els ànims en la junta reunida a Clavellinas, però l'Assemblea convocada a l'estació de las Minas, influïda per l'actitud resolta d'Ignacio Agramonte, Salvador Cisneros, Eduardo i Enrique Agramonte, Ignació Mora i altres revolucionaris, refusaren les proposicions de pacte. Els camagüeians elegiren un comitè de govern format per Salvador Cisneros i els Agramonte, i enviaren un emissari a Nassau (Bahames), on Manuel Quesada preparava una expedició invasora.
La columna espanyola tingué un encontre amb els insurrectes en el turó de Bonilla, que no fou decisiu, i retirat Valmaseda al poble de San Miguel, a prop de Nuevitas, passà a l'Havana per a conferenciar amb el capità general. Mentrestant, presa Bayamo pels insurrectes, s'estengué la lluita per l'Orinet cubà. El 30 d'octubre entraren els insurrectes d'Holguin, després d'haver refusat el Baire la columna del coronel Quirós, que es replegà a Santiago de Cuba.
El comandant d'Holguin es fortificà en l'edifici anomenat la Periquera, del 27 de novembre al 6 de desembre en què arribaren auxilis.
A finals de desembre tornà Valmaseda a Nuevitas amb 3.000 homes, i l'1 de gener de 1869 entrà a les Tunas, el 8 derrotà al costat del Salado al cap insurrecte. Donato Mármol, l'11 travessà el riu Cauto, entrant el 15 a Bayamo, que fou incendiada i abandonada pels rebels.
El 4 de gener havia arribat altra volta a Cuba el general Domingo Dulce animat per l'esperit de moderació i concòrdia. Oferí el nomenament de diputats a Corts, assimilar l'illa a la metròpoli, suprimí els tribunals militars i la censura, concedint ampla llibertat d'impremta. Aquestes mesures no eren del gust dels voluntaris, que entenien que s'havia de dominar la insurrecció amb severitat, ocorregueren per aquest motiu molts desordres a l'Havana. Vingué a donar-los la raó el fracàs de les negociacions entaulades amb els insurrectes, que es negaren a cap pacte que no tingués el fonament en la independència de Cuba. Llavors el general canvià de política, establí la censura d'impremta, creà els consells de guerra, desterrà diversos cubans a l'illa de Fernando Poo i condemnà a mort a Candido Romero, Francisco León i Agustín Medina. Fins aquí era justificable la seva forma de procedir, però amb molt poc de tacte decretà l'embargament dels béns dels independentistes el 16 d'abril, el que dona lloc a algunes revenges i fraus.
Per altra banda, els insurrectes no s'entenien entre si, tan diverses eren les seves tendències; a Oriente, Carlos Manuel de Céspedes assumí el cap, altres dissidents proclamaren dictador a Donato Mármol i el centre de l'illa mancava de direcció. Finalment fou confirmat Céspedes com a cap de l'exèrcit llibertador. Els cubans de la regió, en part per simpatia i en part obligats per la necessitat, secundaren el moviment i al fracàs de les negociacions seguí la revolta de la regió de les Villas el 7 de febrer de 1869. La rebel·lió s'estenia a poc a poc d'Est a Oest, amenaçant envair tota l'illa. Els delegats del Camagüey celebraren conferències amb aquests i amb Céspedes, donant per resultat la Constitució de Guaímaro, proclamada en aquest poble el 10 d'abril de 1869. Els seus signants eren Carlos Manuel de Céspedes, José Maria Izaguirre, Miguel Betancourt, Antonio Alcalà, León Rodriguez, Salvador Cisneros Betancourt, Ignacio Agramonte, Francisco Sanchez Betancourt, Antonio Zambrana, Honorato del Castillo, Miguel Jerónimo Gutiérrez, Eduardo Machado, Antonio Lorda, Tranquilino Valdés i Arcadio García.
Contínuament rebien els insurgents armes i municions per part dels cubans refugiats als Estats Units. Les Repúbliques de Xile, Perú i Bolívia reconegueren la seva bel·ligerància, i arribaren a l'illa les expedicions auxiliadores del Galvanio, del Berrit, i de l'Anna. El refugiat José Morales Lemus, president de la Junta Central republicana de Cuba i Puerto Rico a Nova York, assolí del secretari d'Estat a Washington, Hamilton Fish, que s'enviés a Madrid al general Sicles amb l'encàrrec de proposar la venda de Cuba en 100.000.000 de pesos garantides pels Estats Units. Mort Lemus el 1870. representà als cubans en els estats Units Miguel Aldama, conspirador des dels temps de Narciso López.
El juny de 1869 el nou governant Antonio Caballero Fernández de Rodas, arribà amb les mateixes aspiracions conciliadores que el general Dulce, recomanant als diversos comandants que s'abstinguessin de cometre abusos i presons que dificultessin la pacificació. Però la guerra continuava amb més dificultats que mai. Els insurrectes foren derrotats a Las Tunas, punt estratègic entre Camagüey i Oriente que pretenien prendre. A Camagüey la revolució minvava, refugiant-se els revoltats a Oriente. Fets presoners Domingo Goicuria i Gaspar Diego Aguero, quan anaven a embarcar-se cap als Estats Units, amb comissions del govern revolucionari, se'ls passà per les armes. El desembre de 1870 fou nomenat capità general el comte de Valmaseda. El 1871 hi hagué nombroses presentacions d'insurrectes que reduïren la insurrecció al seu últim baluard oriental. Maximo Gomez amb Moncada, Maceo i altres, envaí Guantànamo; Vicente García se sostenia en les Tunas, i Calixto García atacà a Jiguani. El mateix any foren afusellats vuit estudiants de medicina, acusats d'haver profanat el sepulcre de Gonzalo Castañón, fundador del diari La voz de Cuba. Un bell monument fou inaugurat en el temps de la dominació espanyola en honor d'aquestes víctimes, que foren reconegudes innocents.

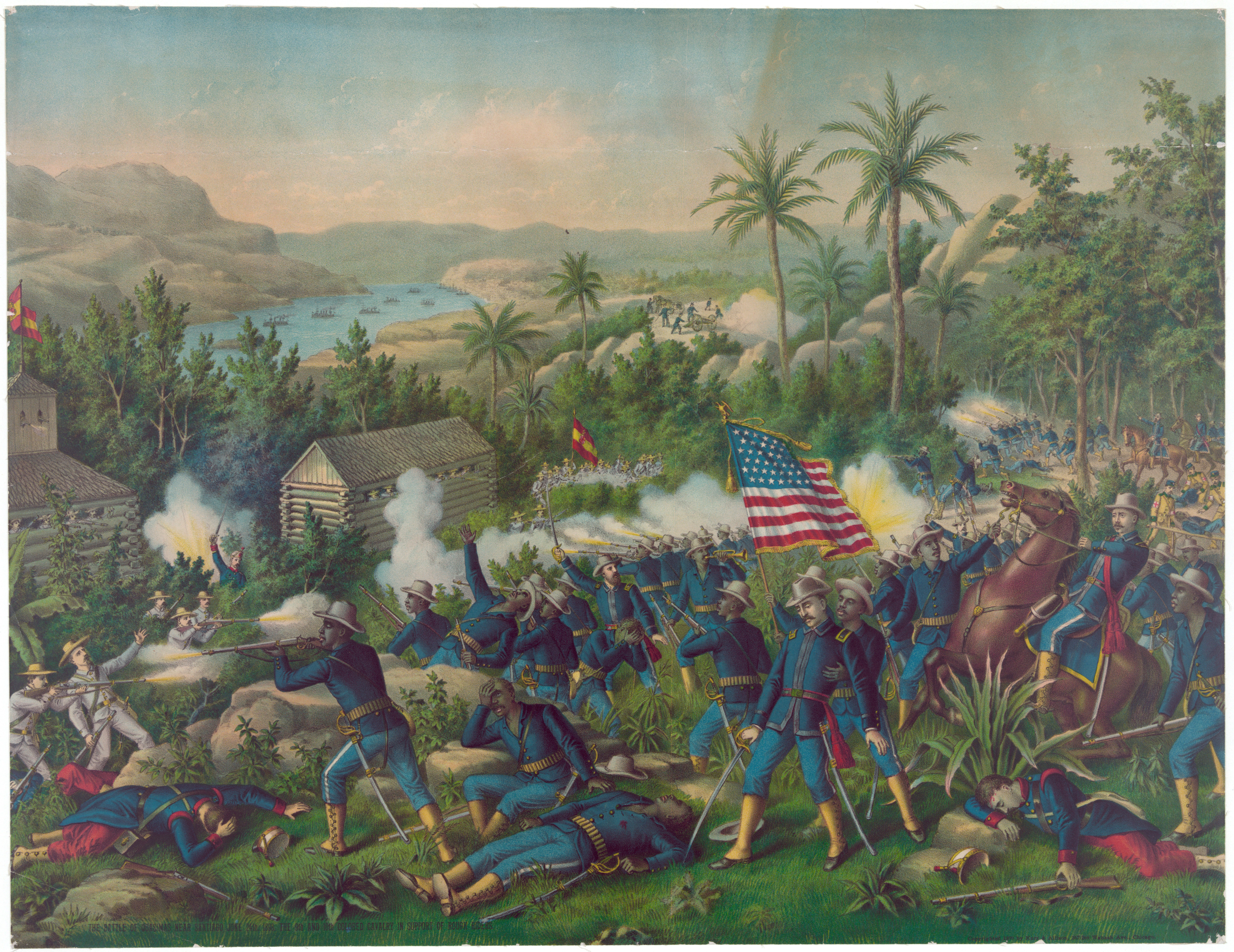
Batalla de Guasímas

Diversos combats tingueren lloc en el Camagüey, sent mortalment ferit el cap Ignacio Agramonte, conegut amb el malnom de Washington cubà. Agramonte, fou l'heroi cubà per excel·lència; representant elevat dels més purs ideals del poble cubà. La seva mort es considerà com una catàstrofe, i la seva memòria tan venerada com pels cubans com la de Cespedes i Aguilera. Substituït per Maximo Gomez de 1873 en la direcció dels insurrectes, lliurà les més notables accions de la guerra dels Deu Anys. Les seves dues primeres gestes foren l'atac de Nuevitas i la presa d'un dipòsit de municions a Santa Cruz del Sur. Destituït pels seus el president Céspedes, elegiren per a substituir-lo en Francisco Vicente Aguilera, que es trobava a l'estranger. Céspedes morí sorprès pels espanyols el 27 de febrer de 1874, i Aguilera també morí fora de Cuba, anomenant-se president de l'anomenada República de Cuba a Salvador Cisneros Betancourt.
El 31 d'octubre va sobrevenir l'incident del Virginius, quan un vaixell d'aquest nom, va ésser apressat i conduït a Santiago de Cuba. Un consell de guerra jutjà els seus 165 tripulants, dels quals foren afusellats 53 (capita del vapor Fry, generals Bernabé Varona, William O'Ryan i Pedro de Céspedes, coronel Jesús del Sol, etc.) abans que les enèrgiques reclamacions de la fragata anglesa Niobe i amenaces dels diplomàtics haguessin obligat els jutges a lliurar al govern dels Estats Units el Virginius i els supervivents revolucionaris.
Màximo Gomez també es distingí en les accions de la Sacra i Palo Seco, desfavorables als espanyols, i després de la batalla del Naranjo (1874, en què va vèncer als brigadiers Báscones i Armiñán. El 15 de març s'inicià la batalla de les Guásimas, que durà diversos dies, distingint-se també aquest cabdill per la seva perícia. Calixto García continuava lluitant a Oriente fins que va caure presoner el 3 de setembre, sorprès per la guerra espanyola, suïcidant-se d'un tret de pistola. No morí i fou molt ben atès en l'hospital militar de Santiago de Cuba. Restà pres fins que se signà el Conveni de Zanjón. Governava llavors per tercera vegada l'illa el general Concha.
El 1875 travessà Màximo Gómez la vereda de Júcaro a Morón, llençant una proclama a la regió de les Villas. Incendià el poble de Jíbaro i portà la lluita per aquest ric país. Desavinences entre el president i els caps d'aquests entre si, feren decaure l'aixecament, fins que fou nomenat en propietat Tomas Estrada Palma (març de 1876) per al càrrec suprem. Els vilarencs no volien per caps ningú que no fos del seu territori i es negaren a obeir als insurrectes camagüeians, pel que, l'octubre, el general Gomez resignà com a cap en Carlos Roloff. Els soldats indisciplinats, ja no podien sostenir per més temps la República, i el 19 d'octubre de 1877 el coronel espanyol Mozo Viejo s'apoderà de la persona d'Estrada Palma.
El general Arsenio Martínez-Campos Antón, en arribar a Cuba, trobà el terreny preparat per a concertar la pau. Els caps i persones notables de la sedició es reuniren al turó de Sevilla i acordaren sol·licitar del general la suspensió de les hostilitats. Poc temps després (10 de febrer de 1878 s'acceptava per ambdues bandes el Conveni de Zanjón, en què s'atorgava a Cuba les mateixes condicions de què gaudia Puerto Rico i un indult general. Alguns insurrectes d'Oriente protestaren i volien continuar la guerra, fins que el 28 de maig, els informes remesos per Maceo des de Jamaica i la situació desesperada dels insurgents, feu acceptar per a tots, aquest pacte.

## Cuba des de 1878 fins a la Guerra Chiquita
Des de la pau de Zanjon s'accentuà la divisió política dels cubans en els dos parits: liberal, compost quasi tot de criolls, i de la unió peninsular, en què predominaven els peninsulars. El 3 d'agost de 1878 el partit lliberal publicà el seu manifest que tingué per fórmula la descentralització més gran possible dintre de la unitat nacional. El seu orgue fou El Triumfo, hereu de les idees d'una altra fulla titulada El Siglo, del comte de Pozos Dulces. Els liberals elegiren set diputats a les Corts espanyoles, mentre que els conservadors comptaven amb disset. El partit liberal aviat es convertí en autonomista, reclamant una Constitució pròpia per l'illa. S'ha de dubtar que les eleccions que s'efectuaven a Cuba fossin fetes amb la imparcialitat que hi corresponia; el triomf més o menys real dels conservadors, motiu que es concedissin a l'illa molt escasses llibertats, despertant-se l'esperit de protesta en una legió d'oradors que es dedicaren a la propaganda autonomista, com José Antonio Cortina, Miguel Figueroa, Antonio Govin, Varona, Sanguily, Montoro, Fernandez de Castro, Eliseo Giberga, Antonio Zambrana, González Lanuza, Llorente, Viondi, Desvernine, Juan Gualberto Gómez, Eduardo Yero i altres notabilitats del partit.
S'anomena Guerra Chiquita a les temptatives revolucionàries que es produïren en aquesta època. Calixto García, d'acord amb els comitès revolucionaris dels Estats Units, Jamaica, etc., es posà al capdavant dels insurrectes de l'Orient, José Maceo i Guillermo Moncada, el 26 d'agost de 1879. A Holguín, Baire, Jiguaní, Baraco i a les Villas hi va haver alçaments. Tenia l'illa per capità general a Ramon Blanco, la qual política era semblant a la de Martinez Campos, i discrepava dels procediments més enèrgics, preconitzats pel general Polavieja, governador del departament oriental. El país no secundà el moviment i el general Polavieja imprimí tanta activitat a les operacions, que assolí aïllar als expedicionaris, obligant a capitular a Calixto García (3 d'agost de 1880), el mateix que en José Maceo, Rabí, Moncada, Belisario Grave de Peralta, etc. Una altra temptativa fou la del coronel Ramón Leocadio Bonachea, que va venir de Jamaica, el 1883, al capdavant de l'expedició. Fou capturat en el mar i afusellat amb tres dels seus companys. Dels estats Units arribaren, passant per la República Dominicana el maig de 1885, Limbano Sánchez i Francisco Varona alies Panchin, que desembarcaren a Baracoa. Varona fou capturat i condemnat a presó i Sanchez aparegué assassinat en un camí. Aquest fracàs fou degut, sens dubte, als molts apressaments que es feren d'armes i material destinat als insurrectes. Des de 1884 es feien importants preparatius en els estats Units. on foren cridats els generals Máximo Gómez i Antonio Maceo, que es trobaven en l'Amèrica Central. Aquests fracassos feren caure els ànims, cessant per aquell temps la lluita.

## Sorgeix José Martí
L'organitzador de la nova revolució cubana fou el publicista i orador José Martí, el qual a Tampa i a Cayo Hueso exposà les bases de la Constitució de la República cubana, el 6 de gener de 1892 i les propagà en els clubs de Nova York. Viatjà per Santo Domingo i Costa Rica, unint les voluntats dels patriotes dispersos, i s'organitzaren centres de conspiració en totes les províncies de Cuba. Personalment dirigí la Junta Revolucionaria de Nova York. El 5 de juny de 1893 es discutiren a Espanya les reformes proposades pel ministre d'Ultramar, Antonio Maura, que feien concebre grates esperances als autonomistes. Però va caure Maura i no va poder-se implantar les seves reformes, error que després pretengué substantivar el ministre Abarzuza, que dictà una nova llei, menys liberal que l'anterior, amb data 17 de gener de 1895. Els que esperaven en l'illa les <<noves reformes de Maura>> amb ansietat, sentiren un verdader desencís, fracassant les mesures conciliadores del govern, el que fou una de les causes determinants de la guerra. 

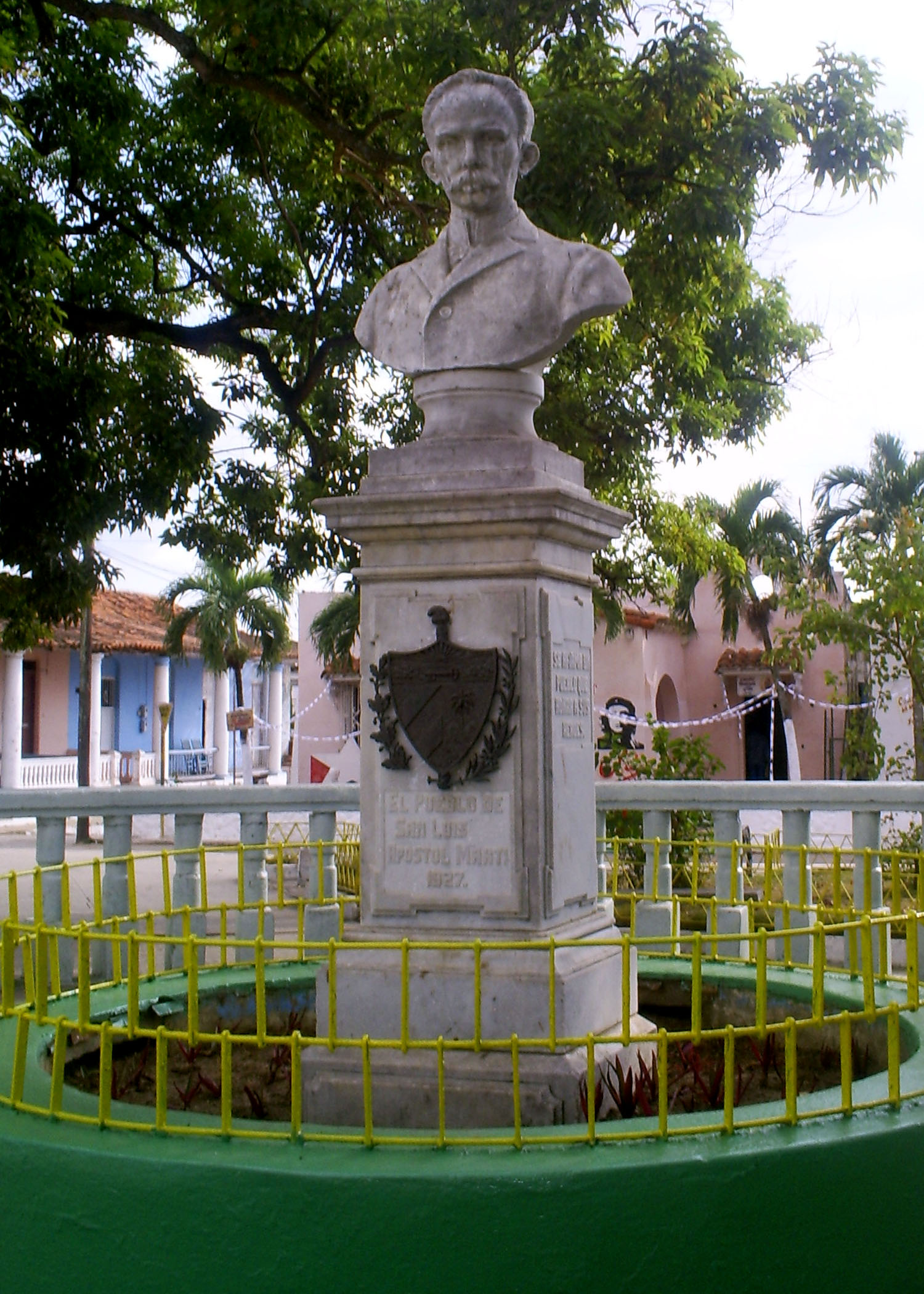
Bust de José Martí

A finals de 1894 Martí tenia preparat un gran pla d'invasions i aixecaments. A primers de l'any següent noliejà a Boston i Nova York, tres vaixells haurien de recollir armes i gent per a Cuba, però denunciat aquell pla pels espanyols a les autoritats americanes, foren segrestats els vapors de forma ostentosa. La guerra. això no obstant, començà el 24 de febrer immediat, en el que s'alçaren en armes molts patriotes en les regions d'Oriente i Matanzas. El grup més nombrós es reuní a Baire. El general Emilio Calleja que governava a l'illa, concedí un indult als que deixessin la seva actitud, i entrà amb relació amb els insurgents, assolint dissoldre les partides de Matanzas. Però a Orient es va estendre la revolució amb rapidesa. Des de Santo Domingo, Martí i Máximo Gómez varen llençar el famós Manifiesto de Montecristi (25 de març de 1895), on s'exposaven els propòsits dels revolucionaris. Aquesta era, sens dubte, el senyal de guerra, doncs l'1 d'abril desembarcaren José i Antonio Maceo en la platja de Duaba, prop de Baracoa, i l'11 d'abril, Martí i Máximo Gómez, prop de Baltiquiri. Els primers, perseguits incessantment pels espanyols, es fraccionaren, travessant les serres de Baracoa i Guantànamo, deixant nombroses víctimes, entre elles Flor Crombet. Reunits els revolucionaris, Martí fou reconegut cap suprem, Máximo Gómez general en cap i Antonio Maceo cap d'Oriente.
Ensems (16 d'abril arribava a Cuba el general Martinez Campos amb reforços i amples facultats.
Martí fou mort en el combat de Dos Rios, sostingut per Máximo Gómez contra el coronel espanyol Jiménez de Sandoval. Maceo es distingí en l'acció de Caoba i Alto de Peralejo, on va perdre la vida el general Santocildes, el 13 de juliol. Llavors el general Martinez Campos penetrà a Bayamo. El mes següent els germans Maceo hagueren de lliurar combat prop de Guantanamo, en la qual acció els insurrectes es valgueren de la dinamita. Mentrestant Máximo Gómez revolucionava el Camagüey, una nova expedició arribà a les Villas, desembarcant Carlos Roloff, Serafin Sánchez i altres, que aixecaren el país.
En aquell moment, Oriente, Camagüey i les Villas estaven en plena insurrecció, pogueren reunir l'Assemblea de Jimaguayú (13 de setembre de 1895, que aprovà la Constitució i elegí president a Salvador Cisneros Betancourt, i vicepresident en Bartolomé Massó. Les tropes espanyoles, a més de lluitar contra les dificultats naturals, tenien encàrrec de protegir la zona sucrera, mercès al qual Maceo va poder travessar el Camagüey en vint-i-un dies, sense lliura un sol combat. Creuà el sender de Jucaro amb 1.500 homes, penetrant en la regió de les Villas. Es reuní llavors amb Máximo Gómez i es donaren infinitat de combats, alguns d'ells favorables, el que motivà la dimissió de Martinez Campos. La invasió d'Est a Oest, recorregué tota l'illa, arribà a les portes de L'Havana i a l'extrem occidental, la qual agosarada marxa no deixa de ser una glòria per Maceo, ajudat per Máximo Gómez, que entretenia als espanyols en la província de L'Havana. Maceo tornà al Sud de Pinar del Rio i es reuní de nou amb Gómez, penetrant ambdós en la província de Matanzas. Allí es tornaren a dividir, dirigint-se als extrems oposats de l'illa, Maceo a Vuelta Abajo i Gómez a Oriente.
Els recursos amb què comptava la insurrecció eren inesgotables, i nombroses expedicions afluïen dels Estats Units. El 17 de març desembarcà a Varadeor, prop de Cardenas, l'expedició d'Enrique Collazo: el 19 la de Braulio Peña, a Nuevas Grandes; el 24 una altra de Maraví, a Baracoa, la més important, manada per Calixto García. Més tard arribaren les de Trujillo, Portuondo, Rafael Cabrera, la del brigadier Ruz, la segona de Roloff, la de Batancourt, etc., i per Vuelta Abajo la de Competitor, la de Leyte Vidad i la de Rius Rivera. Era una campanya d'invasió organitzada en tota regla.
Amb aquestes desfavorables arribà el general Weyler a l'Havana el 10 de febrer de 1896, conegut des de la guerra anterior per llurs rigors a les ordres de Valmaseda. Es proposava aplicar una política oposada a la de Martínez Campos, aïllant a Maceo a Vuelta Abajo per mitjà d'un nou sender de Mariel a Majana. Mentrestant, Máximo Gómez i Calixto García s'entrevistaren a la vora del Canto, i aquest últim prengué la població de Guimaro, separant-se ambdós caps. La Campanya de Maceo a Pinar del Rio, obligant a burlar els esforços de Weyler, fou molt compromesa i hagué d'evacuar la província, passant la nit del 4 de desembre la tropa de Mariel, que estava tan ben organitzada, que va haver d'embarcar-se en un bot travessant la boca del port de Mariel. Llavors es refugià en la província de L'Havana, on fou mort pel comandant Cirujeda el 7 de desembre, prop d'Hoyo Colorado.
La campanya de Calixto García a Oriente fou més feliç, prenent Jiguaní, les Tunas i Guisa. En les Villas, a la província de L'Havana i Matanzas, continuava també la rebel·lió, pel que el general Weyler determina reconcentrar els camperols en les poblacions. Aquesta gent, en la seva majoria fidels a Espanya, es veien obligades per les circumstàncies a facilitar l'abastament dels insurrectes, aquesta mesura estava molt criticada, més pels seus efectes que per raons polítiques, al·legant els seus impugnadors el fet que aquests infeliços reconcentrats, en canviar el règim de vida, morien a centenars de misèria i paludisme.
L'assassinat de Cánovas del Castillo i canvi de govern subsegüent portaren al general Blanco a Cuba, el 30 d'octubre de 1897. Amb retard es constituí en l'illa el govern autonòmic (1 de gener de 1898), reforma que fou refusada pels insurgents, continuant la lluita.
Tampoc acontentà aquesta mesura als voluntaris de L'Havana, que es revoltaren donant crits de mori a Blanco i visques a Weyler. Els ànims, ja excitats dels Estats Units, trobaren pretext per exterioritzar-se en la carta de Dupuy de Lome, ambaixador espanyol, dirigida a José Canalejas. Pocs dies després l'explosió del Maine en el port de L'Havana, acabà d'exacerbar els ànims dels ianquis. S'ha discutit molt envers les causes materials de l'explosió, sent així que es formaren comissions investigadores que posaren de manifest no existir confabulació per part d'Espanya per a produir la catàstrofe. El Sum Pontífex oferí llavors fer de mitjancer entre Espanya i els cubans, la qual no assolí detenir als americans en el seu decidit propòsit d'intervenir en l'illa.

## Cuba independent
Antiga colònia espanyola des del segle xvi, la lluita per la independència va començar el 1868 i va continuar durant el segle xix fins a la Guerra de Cuba de 1898 entre Espanya i els Estats Units. El desencadenant de la guerra va ser l'explosió del cuirassat USS Maine dels Estats Units, atracat al port de l'Havana, el 15 de febrer de 1898. La premsa nord-americana va fer una forta pressió per a culpar a Espanya de l'explosió de la nau, creant el pretext que necessitaven els intervencionistes per a declarar la guerra a Espanya. El president William McKinley va exigir la immediata retirada espanyola de Cuba, enviant tropes americanes a l'illa.
Després de l'ocupació nord-americana de l'illa, es va concedir la independència el 1902, tot i que els Estats Units continuaven gaudint-hi de certs privilegis. La revolta guerrillera (Revolució Cubana) contra la dictadura de Fulgencio Batista va comportar l'establiment del règim revolucionari castrista a partir de 1959.
Diversos grups de terratinents exiliats a Miami, armats i entrenats pel govern dels Estats Units i amb el suport de la CIA, inicien una invasió militar sobre l'illa el 17 d'abril de 1961 a la zona de Playa Girón, sent fulgurantment derrotats en escasses hores. Aquest fet va provocar que el govern, inicialment nacionalista, de Fidel Castro declarés el caràcter socialista de la Revolució Cubana, i que s'intensifiqués l'acostament de Cuba cap a l'URSS, que va quedar palès amb l'anomenada Crisi dels míssils de Cuba, el 1962.
Aquests fets van desencadenar una situació prebèl·lica entre els governs de Cuba i els Estats Units, que s'ha mantingut fins a l'actualitat, i un bloqueig econòmic, d'aliments i medicaments dels segons cap a la primera; bloqueig que ha estat reiteradament denunciat per l'Organització de les Nacions Unides i que, tanmateix, s'ha vist intensificat des de 1996 amb l'aprovació de la Llei Helms-Burton per part dels Estats Units.
Així mateix hi ha bastants indicis que apunten que el govern nord-americà ha intentat en diverses ocasions assassinar el president cubà, Fidel Castro.
Aquest bloqueig, acompanyat de la caiguda de la Unió Soviètica a començaments dels anys noranta del segle xx, va causar una important crisi econòmica a l'illa propiciant, a mitjans dels noranta, un moviment migratori cap a les costes de Florida protagonitzat pels balseros.
Recentment, l'increment dels ingressos turístics i els convenis de col·laboració amb el govern de Veneçuela (desplaçament de metges cubans voluntaris a Veneçuela en canvi de preus preferencials en el petroli veneçolà per a Cuba) han contribuït a una certa recuperació de l'economia cubana.
El 17 de desembre de 2014 Raül Castro i Barack Obama anuncien el restabliment de relacions diplomàtiques. Com a part d'aquest restabliment l'estatunidenc Alan Gross va ser alliberat de la presó cubana on complia condemna per subversió, per part dels Estats Units es van alliberar els tres últims cubans dels coneguts com Los Cinco acusats d'espionatge en territori estadounidenc. Aquest restabliment diplomàtic també relaxa les restriccions econòmiques així com en afers de telecomunicacions i viatges que formaven part del bloqueig de Cuba per part dels Estats Units.